# Seznam nosilcev spominskega znaka ob deseti obletnici vojne za Slovenijo
Seznam nosilcev spominskega znaka ob deseti obletnici vojne za Slovenijo.

## Seznam
(datum podelitve - ime)

### 29. avgust2001
Ivan Avsenik - Franc Baša - Zvezdan Birsa - Ferdo Bordon - Janez Dobravec - Uroš Doljak - Damjan Dular - Blaž Čebulj - Marjan Finkšt - Ivan Franceškin - Vladimir Gačnik - Danilo Gorenc - Matjaž Goričar - Boris Gril - Primož Habič - Zdenko Hari - Marjan Hiti - Damir Isteničič - Ludvik Jonaš - Rado Jurač - Jože Kadunc - Vinko Kastelic - Franc Kodriž - Franc Kokoravec - Bogdan Komel - Lado Kraševec - Jože Križman - Franjo Lautar - Marjan Lebeničnik - Zdenko Likan - Janko Lutman - Štefan Malavašič - Roman Marguč - Boris Marinič - Marjan Markun - Anton Martinjak - Vojko Martinuč - Franc Mihalič - Darko Mislej - Robert Mlakar - Slavko Motaln - Miro Naglič - Miro Nareks - Andrej Novak - Zvezdan Ostrouška - Jože Palfi - Stanislav Pegan - Milko Petek - Egon Poljšak - Leon Posega - Mirko Povše - Franc Povšič - Janez Prijatelj - istvan Ravbar - Robert Rimahazi - Metko Rutar - Stanislav Šantelj - Igor Šimec - Jože Šimec - Darko Skok (1947) - Darko Skok (1963) - Janko Škrabelj - Milan Slana - Drago Šober - Miro Štular - Rajko Turk - Željko Varga - Marjan Videtič - Robert Vilhar - Milan Visinski - Asi Voh - Aleš Vranešič - Davor Wimer - Borut Zadražnik - Boris Zajc - Frančišek Zavašnik - Franc Zemljič - Dušan Zrimšek - Bojan Žagar - Robert Žavbi - Zlatko Žvajker

### 10. september2001
Dragutin Abram - Bojan Adamovič - Branislav Adlešič - Robert Agnič - Slavko Ajdič - Jože Ambrožič - Martin Ambrožič - Anton Ancelj - Andrej Andolšek - Bojan Andolšek - Darko Andrejaš - Boris Andrejčič - Jožko Antončič - Robert Antončič - Vojislav Antončič - Jože Arh - Janez Avguštin - Anton Avsec - Franc Avsec - Ivan Babič - Marjan Babič - Roman Bahor - Bojan Bajc - Jože Bajc - Martin Balažič - Stanislav Balkovec - Franc Bambič - Anton Ban - Boštjan Ban - Zdenko Ban - Janez Banič - Stanislav Banič - Marko Barič - Aleš Bartolj - Vojko Bavdek - Bogdan Bebar - Slavko Bec - Zdenko Bec - Malden Becič - Andrej Beg - Mirko Bele - Robi Bele - Rudolf Bele - Jože Belinc - Igor Benedik - Mitja Berce - Viktor Berk - Tihomir Bertole - Franc Berus - Srečko Berus - Peter Bevc - Marjan Bilobrk - Ivan Bizjak - Aleksander Blatnik - Tomaž Blatnik - Jože Blazić - Martin Blažič - Miroslav Blažič - Silvester Blažič - Bojan Bobnar - Janko Bobnar - Jože Bobnar - Vinko Bogovič - Anton Boltes - Anton Boltez - Jože Borsan - Alojz Borse - Anton Borse - Vinko Bosina - Iztok Božič - Roman Božič - Robert Bozovičar - Bojan Bradač - Jože Broz - Božidar Brajkovič - Zlatko Bratec - Albreht Bratkovič - Franc Bratkovič - Franc Bratkovič - Ivan Bratkovič - Jože Bratkovič - Jože Bratkovič - Jožko Bratkovič - Anton Bregač - Alojz Bregant - Janez Bregant - Miha Bregant - Franc Bregar - Jože Bregar - Stanislav Bregar - Martin Breznikar - Miroslav Breznikar - Vojimir Brilej - Franc Brinovar - Anton Brlogar - Jože Brodnik - Milan Brulc - Peter Brulc - Janez Bučar - Alojz Bukovec - Boris Bukovec - Ivan Bukovec - Marjan Bukovinski - Tadej Burazer - Tomaž Burazer - Boris Butala - Martin Butala - Franc Butkovič - Ivan Cerar - Matjaž Cikanek - Jože Cizerle - Miha Colarič - Silvo Colarič - Franc Cugel - Marjan Cujnik - Daniel Cvelbar - Darko Cvelbar - Vinko Cvelbar - Franc Cvetan - Franc Cvetkovič - Lojze Cvitkovič - Ivan Čančer - Alojz Čeh - Tomaž Čemaz - Dubravko Čengija - Darko Češek - Djurdji Čingarov - Jožef Čurk - Štefan Debevc - Anton Derganc - Miro Deželan - Vinko Doberšek - Tomaž Dolenšek - Jože Drab - Alojz Dragan - Dušan Dragan - Marko Dražetič - Stanislav Dražumerič - Sandi Drčar - Franc Drobne - Stanislav Duh - Alojz Dulc - Anton Dusec - Jože Fajdiga - Mirko Ferfole - Franc Fifolt - Mladen Filak - Ivan File - Tine Filip - Iztok Filk - Janez Fink - Robert Fink - Franc Flajs - Herman Florjančič - Janez Florjančič - Boštjan Furtuna - Bojan Frajs - Alojz Franko - Igor Franko - Jože Franko - Marjan Franko - Stanko Franko - Jože Furdi - Marjan Furdi - Nikola Furjančič - Metod Gabrijel - Ivan Gačnik - Martin Gačnik - Franc Gazvoda - Martin Gazvoda - Martin Gerbajs - Marko Gerden - Mirko Gerdin - Ciril Gerlica - Franc Germovšek - Martin Gliha - Jože Godina - Mirko Godler - Anton Gole - Andrej Golob - Boris Golob - Jože Golob - Roman Golob - Milan Golobič - Janez Gorenc - Jože Gorenc - Slavko Gorenc - Štefan Gorenc - Valentin Gorenc - Martin Gorišek - Anton Gorjanc - Aleš Gorjup - Jožko Gornik - Jože Gorše - Jože Goršin - Franc Gosenar - Igor Gosenica - Drago Gošte - Matija Gotenc - Matjaž Gotez - Marjan Grabnar - Leopold Grahek - Jože Grajžl - Marjan Grandljič - Marko Grandovec - Aloz Grčar - Tomaž Gregorčič - Janez Gregorič - Mirko Gregorič - Tomaž Gregorič - Vili Gregorič - Alojz Gregoričič - Andrej Greznik - Simon Greznik - Bruno Gričar - Franc Gričar - Milan Gričar - Ivan Grm - Martin Grubar - Gregorij Grum - Luka Gusak - Albin Gutman - Dušan Harapin - Žare Henigman - Alojz Hlebec - Drago Hočevar - Lado Hočevar - Milan Hočevar - Niko Hočevar - Robert Hočevar - Simon Hočevar - Simon Hočevar - Božo Horvat - Ivan Horžen - Andrej Hrastar - Anton Hrastar - Franc Hrastar - Igor Hrastar - Boštjan Hrenk - Bojan Hribar - Franc Hribar - Stane Hribar - Anton Hribernik - Peter Hrovat - Silvo Hrovat - Janez Hrovatič - Boris Hrvatin - Ludvik Huč - Anton Hudoklin - Janez Hudoklin - Marjan Hudoklin - Slavko Humek - Peter Iglič - Martin Ilenič - Ivan Ilnikar - Štefan Ilnikar - Anton Imperl - Jože Ivanes - Jožef Ivanušič - Andrej Ivnik - Janez Ivšič - Marjan Jagrič - Ratko Jajalo - Stanko Jaki - Tomaž Jaklič - Darko Jakopič - Alojz Jakše - Branko Jakše - Branko Jakše - Jožko Jakše - Slavko Jakše - Ivan Jamnik - Janez Jamnik - Lado Janc - Zdenko Janc - Andrej Janežič - Branko Janežič - Ciril Janežič - Robert Jankovič - Tomaž Janževec - Franc Jarc - Robert Jarc - Stane Jarm - Ivan Jazbinšek - Karl Jelčič - Janez Jenič - Andrej Jenžur - Anton Jerele - Marjan Jerele - Damjan Jerič - Marjan Jerman - Metod Jerman - Peter Jerman - Tomaž Jeršin - Silvester Jesih - Marjan Jevnikar - Ivan Jevšek - Leopold Jevšek - Milan Jordan - Slavko Jordan - Tone Jordan - Bojan Jošt - Franc Jožef - Franc Jožef - Andrej Judež - Franc Judež - Silvo Judež - Franc Jureč - Vinko Jurečič - Aleš Jurenec - Ciril Jurgelič - Bruno Jurgič - Feliks Jurman - Aleš Juršič - Anton Juršič - Ladislav Juršič - Lado Juršič - Martin Juršič - Roman Juvan - Franc Juvanc - Rudi Kajtna - Leon Kamin - Srečko Kandžič - Andreja Kapušin - Mirko Karakaš - Franc Kartuš - Alojz Kašič - Anton Kašič - Darko Kastelic - Jože Kastelic - Martin Kastelič - Miro Kastelic - Miro Kastelic (1961) - Pavel Kastelic - Polde Kastelic - Robert Kastelic (1968) - Robert Kastelic (1970) - Slavko Kastelic - Ivan Kavšak - Vinko Kavšek - Damjan Keber - Janez Kek - Franc Kene - Viktor Kermc - Ivo Kink - Bojan Kirar - Mirko Kirar - Bojan Kirn - Matjaž Klančar - Ivan Klemenčič - Jože Klemenčič - Viktor Klemenčič - Rade Klisarič - Anton Klobčaver - Andrej Klobučar - Silvo Knez - Janko Kobalj - Janez Kobe - Branko Kobetič - Dušan Kočevar - Slavko Kodrič - Tomaž Kodrič - Damjan Kolegar - Franc Kolenc - Ernest Koligar - Jože Koligar - Zvonko Kolman - Alfonz Komatar - Franc Komljanec - Marjan Konajzler - Peter Končina - Avguštin Kopač - Jakob Kopina - Anton Koplenik - Darko Koračin - Jože Koritnik - Franc Kos - Lojze Kos - Rudolf Kos - Slavko Kos - Vlado Kos - Leopold Koščak - Jani Košir - Jože Košir (1957) - Jože Košir (1961) - Pavle Košir - Milan Kosmač - Tonček Kosmač - Alfonz Kotar - Alojz Kotar - Marko Kotar - Peter Kotar - Vojko Kotnik (posmtno) - Žarko Kovačevič - Anton Kovačič - Ciril Kovačič - Ivan Kovačič - Jože Kovačič - Miran Kovačič - Silvo Kozole - Albin Kralj - Boris Kralj (1958) - Boris Kralj (1970) - Božidar Kralj - Jože Kralj - Marjan Kralj - Martin Kralj - Miroslav Kramarič - Janez Kranjc - Matjaž Kranjc - Milan Kranjc - Mitja Kranjc - Mirko Krašovec - Štefan Krevs - Jože Krhin - Edvard Krištof - Jože Križančič - Jože Križman - Marjan Križman - Rafael Križman - Janko Krošelj - Rado Krštinc - Vinko Krznar - Franc Kuhar - Martin Kuhar - Tomaž Kukenberger - Alojz Kukman - Miran Kumer - Iztok Kunstek - Darko Kuplenik - Milan Kuralt - Božo Kure - Boško Kurent - Mirko Kurent - Dušan Kutija - Marjan Lahne - Željko Lamberščak - Anton Lap - Anton lapuh - Jože Lapuh - Stanislav Legan - Zoran Leko - Marjan Lekše - Rafael Lekše - Janez Lenart - Zdravko Lesar - Bogdan Lesjak - Miro Lesjak - Borut Lindič - Franc Lindič (1966) - Franc Lindič (1971) - Anton Lipaj - Stanislav Lipar - Marjan Ljube - Branko Lobe - Janez Lobe - Slavko Lončar - Franc Longo - Tomaž Lozar - Andrej Lumpert - Damjan Luzar - Janko Luzar - Jernej Luzar - Niko Luzar - Vinko Luzar - Milan Lužar - Stanislav Maček - Vlado Magdič - Franc Majcen - Zvonko Majer - Robert Majerle - Jože Makovec - Milan Makovec - Radivoj Malenšek - Milenko Maletič - Bogdan Mali - Rado Malinovič - Alojz Malus - Matjaž Mandelj - Vasilije Maraš - Milan Marinčič - Vladimir Marinčič - Dušan Marjanovič - Bine Markl - Drago Markovič - Mirko Marn - Anton Marolt - Franc Martek - Alojz Martinčič - Roman Martinčič - Jože Matjaž - Janez Mavsar - Janez Medle - Jože Medved - Marjan Medved - Martin Medvešek - Franc Meglič - Jože Mejaš - Milan Mencin - Bogdan Mesojedec - Marjan Mesojedec - Marjan Metelko - Štefan Metelko - Žarko Mijatovič - Andrej Mikec - Franc Miklavčič - Srečko Miklič - Martin Mikulič - Lovro Milavec - Dejan Mlakar - Igor Mlakar - Janez Mlakar - Miran Mlakar - Peter Močan - Dušan Modrinjak - Marjan Mohar - Alojz Mohorčič - Dušan Mojstrovič - Božidar Mokrovič - Jernej Molan (padel) - Gregorij Mole - Jože Može - Slavko Može - Jože Mrak - Marjan Mržljak - Franc Muhič - Jože Mulh - Iztok Muller - Alojz Murn - Srečko Murn - Suad Muslinovič - Adam Mustafič - Roman Nagode - Jurij Nahtigal (16.10.1966) - Jurij Nahtigal (17.6.1966) - Branko Noč - Alojz Novak - Andrej Novak (1966) - Andrej Novak (1970) - Franc Novak - Janez Novak - Jože Novak - Jure Novak - Stanislav Novak - Zvonko Novakovič - Drago Novšak - Franc Novšak - Jože Novšak - Jože Nučič - Janez Oberč - Branko Obzetič - Mirko Ognjenovič - Janko Ogorevc - Franc Ogrinc - Roman Okršlar - Ivan Omerzu - Slavko Oplotnik - Jože Opravž - Janko Orač - Roman Osojnik - Jurij Oštir - Milan Oštir - Zvonko Oštir - Andrej Oštrbenk - Aleksander Ostrovršnik - Edo Ozimek - Marjan Padaršič - Jože Pajk - Andrej Palka - Andrej Panjan - Janez Papež - Jurij Papež - Rudi Papež - Vladimir Pavec - Drago Pavlič - Franc Pavlič - Janez Pavlič - Srečko Pavlič - Darko Pavlin - Dušan Pavlin - Franc Pavlin - Robert Pavlin - Tomaž Pavlin - Drago Pavšič - Ralf Pelko - Igor Penca - Janez Pepel - Andrej Peric - Zlatko Perko - Janez Perme - Samo Pernišek - Jure Perpar - Andrej Perše - Tomaž Perše - Anton Perušič - Ivan Petan - Marjan Petan - Boris Petančič - Jože Peterle - Primož Peterlin - Daniel Peterski - Ivo Petrinič - Silvo Piletič - Vinko Pintar - Milan Pintarič - Igor Pirc - Pavle Pirc - Anton Pirnar - Jože Planinc - Anton Plantarič - Miro Plesničar - Božidar Plut - Ciril Plut - Dušan Plut - Iztok Plut - Bojan Poček - Branko Podgoršek - Mirko Podlogar - Boris Pogačar - Ivan Pondelak - Marjan Poreber - Samo Poreber - Gorazd Porenta - Bojan Potočar - Borut Potočar - Jože Potočar - Bojan Povhe - Andrej Povše - Dominik Povše - Stane Povše - Bojan Povšič - Franc Povšič - Franc Požes - Franc Požun - Andrej Prah - Igor Prah - Sveto Prajer - Ivan Predanič - Stanislav Prelogar - Igor Prešeren - Roman Preskar - Vlado Preskar (posmrtno) - Ivan Prijatelj - Ivan Pristolič - Vladimir Prosenik - Viktor Pšeničnik - Alojz Pucelj - Jože Pucelj - Silvester Pucelj - Viljem Pucelj - Sašo Pungačar - Miran Pungerčič - Andrej Pureber - Martin Pust - Andrej Pustovrh - Andrej Putisch - Andrej Radej - Božo Radkovič - Boris Radovan - Peter Radovan - Stanislav Radovan - Franc Rajk - Tomaž Rajk - Zdravko Rajk - Marjan Rakar - Bojan Ramovš - Jože Rataj - Igor Ravbar - Andrej Rebolj - Ralf Relko - Roman Rešetič - Darko Ribič - Polde Ribič - Jože Rifelj - Milan Rižnar - Franc Robek (1965) - Franc Robek (1968) - Franc Rodič - Martin Rodič - Slavko Rodič - Izidor Rojc - Sandi Rolih - Robert Rotar - Bojan Roženberger - Karl Rožman - Slavko Rožman - Martin Ruman - Bojan Rukše - Branko Rukše - Robert Rukše - Vinko Rukše - Janez Rupar - Demitrij Rus - Vlado Ržen - Metod Saje - Jože Saksida - Branko Salmič - Slavko Salmič - Jože Sašek - Silvester Savšek - Jože Selak - Janez Selek - Ivan Selič - Branko Senica - Andrej Seničar - Janez Seničar - Matjaž Serini - Jože Simčič - Jure Simončič (posmrtno) - Jure Simončič - Marjan Simončič (1959) - Marjan Simončič (1963) - Peter Simončič - Franc Simonšek - Janez Sitar - Stane Sitar - Alojz Skube - Slavko Skušek - Janez Sladič - Andrej Slak - Ivan Slak - Stane Slak - Miran Slemenšek - Branko Slivšek - Janez Sluga - Tone Sluga - Franc Smerdu - Rudi Smodič - Srečko Smole - Damjan Smolič - Franc Smolič - Jože Smolič - Marjan Smolič - Jože Smrekar - Anton Sodec - Miroslav Sopčič - Božo Srebrnjak - Stane Srebrnjak - Željko Srečkovič - Franc Srpčič - Peter Stare - Alojz Starič - Anton Steklasa - Jože Stopar - Darko Stovanje - Franc Strah - Silvo Strajnar - Tomaž Strgar - Janez Strmec - Marjan Strmole - Franc Strniša - Viktor Subotič - Milan Sušin - Zdenko Sušnik - Martin Šafer - Stanislav Šalehar - Marjan Šantelj - Danijel Šega - Igor Šega - Franc Šenica - Andrej Šeničar - Silvo Šeško - Robert Šetinc - Vlado Šibilja - Martin Šimc - Matjaž Šinigoj - Jože Šinko - Marjan Šinkovec - Martin Šiško - Roman Šiško - Jurij Škalj - Marjan Škarja - Jože Škedelj - Vinko Škedelj - Peter Škoda - Robert Škoda - Dušan Škoflek - Franc Škofljanec - Silvo Škrinjar - Janez Škrjanc - Edvard Škufca - Jože Škulj - Janez Škutelj - Marko Šlajpah - Bojan Šmajdek - Branko Šmajgelj - Aleš Šobar - Franc Šolar - Stojan Šonc - Martin Šoško - Gorazd Šoštar - Jože Šoštarič - Gorazd Šošter - Andrej Špan - Igor Špelič - Marko Špiler (1955) - Marko Špiler (1965) - Pavel Štefanič - Matija Štepec - Milan Šter - Andrej Šterk - Dušan Šterk - Jože Štih - Matjaž Štih - Stanko Štrasberger - Ivan Štraus - Stanko Štrucelj - Igor Štrucl - Stanko Štrucl - Robert Štukelj - Simon Štukelj - Franc Štular - Roman Štupar - Tomaž Šubic - Jože Šuštar - Branko Šuster - Zlatko Šušterič - Marko Tavčar - Mitja Teropšič - Anton Težak - ANdrej Tomc - Marjan Tomič - Ivan Tomše - Sandi Topuzovič - Miran Tramte - Božidar Tratar - Robert Trinko - Silvester Trkaj - Jože Tršinar - Ignac Trumkelj - Ivan Turek - Marjan Turk - Martin Turk - Ivan Turk - Jože Turk - Silvo Turk - Srečko Turk - Martin Tutim - Jože Tutin - Slavko Ucman - Franc Udovč - Karl Udovč - Alojz Udovič - Marjan Udovič - Jože Uhan - Stane Uhan - Ljubo Umek - Stanislav Urana - Branko Urbanč - Stanko Urbanč - Andrej Urbič - Henrik Urbič - Jože Urbič - Vojko Urbič - Andrej Urek - Ivan Urek - Peter Urh - Stanko Uršič - Marko Vene - Andrej Veselič - Marko Veselič - Ivan Vide - Ladislav Vidic - Drago Vidmar - Robert Vidmar - Tone Vidmar - Vilko Vidmar - Stane Vidrih - Stjepan Vilič - Bojan Vintar - Branko Virc - Stanislav Vizler - Stanislav Vlahovič - Franc Vodopivec - Roman Volčanjk - Vladimir Voroš - Aleš Vovk - Janez Vovko - Tone Vovko - Danilo Vranešič - Jože Vrhovec - Boris Zabasu - Damjan Zagorc - Jože Zagorc - Alojz Zakrajšek - Janez Zakrajšek - Jože Zakšek - Stanislav Zakšek - Franc Zaletel - Anton Zalokar - Milan Zaman - Peter Zaman - Anton Zamida - Jože Zamida - Matjaž Zaplakar - Alojz Završnik - Miran Zbašnik - Slavko Zidar - Andrej Zidarič - Borut Zirkelbach - Roman Zofič - Jože Zoran - Marko Zoran - Jože Zorc - Srečko Zore - Branko Zorič - Iztok Zorko - Renato Zorko - Tomaž Zorko - Boštjan Zrimšek - Božidar Zupan - Leon Zupan - Martin Zupan - Bojan Zupanc - Slavko Zupančič - Anton Zupančič - Branko Zupančič - Darko Zupančič - Janez Zupančič - Marko Zupančič - Peter Zupančič - Slavko Zupančič - Stanko Zupančič - Štefan Zupančič - Tone Zupančič - Jože Zupet - Andrej Žabkar - Anton Žagar - Ivan Žagar - Jože Žagar - Marjan Žagar - Viktor Žefran - Ivan Žefran - Pavel Železnik - Slavko Železnik - Franc Ževnik - Franc Žgalin - Franc Žibert - Ivan Žibert - Janez Žibert - Stanislav Žlak - Jože Žnidar - Alojz Žnidaršič - Andrej Žnidaršič - Janez Žnidaršič - Jernej Žnidaršič - Martin Žnidaršič - Drago Župan - Tone Žugelj - Franc Žunec - Andrej Žunič - Mihael Žura - Janez Žurga - Karel Žveglič

### 25. april2002
Franc Adam - Vojko Adamič - Jožef Adanič - Nisvet Ahmič - Darko Ajd - Srečko Ajd - Anton Ajlec - Anton Ajlec - Dušan Ajtnik - Martin Ambrožič - Bojan Amon - Franc Amon - Marjan Andrelič - Darko Andolšek - Janez Andrejc - Franc Andric - Pavel Andric - Franci Andrinek - Vjekoslav Antič - Damjan Antončič - Vojko Antončič - Marjan Antonič - Boris Anžel - Anton Anželak - Marko Anželak - Milan Anželak - Ernest Anželj - Boris Apačnik - Franc Apšner - Marko Apšner - Avgust Arbeiter - Darijo Arčon - Janez Arh - Vojko Arh - Marko Arnež - Martin Artnjak - Branko Ašič - Matej Atelšek - Janko Auguštin - Stanislav Auguštin - Branko Avsec - Dušan Avsec - Srečko Ažnik - Brane Babič - Marijan babič - Sandi Babič - Stanislav Babič - Florjan Bašek - Zoran Babšek - Peter Bac - Stanislav Bačar - Albin Bagari - Valentin Baglama - Ivan Bajc - Milan Bajda - Viljem Bajda - Roman Bajt - Branko Bakič - Ljubinko Bakič - Mladen Balaban - Neno Balaban - Ivan Balant - Ivan Balant - Boštjan Balantič - Franc Balantič - Franci Balantič - Peter Balantič - Bor Balderman - Jožef Bališ - Jožko Ban - Franc Bandalo - Boris Bandelj - Damjan Bandelj - Franc Banko - Ivan Banko - Nikolaj Barbarič - Željko Barbarič - Franc Barbič - Miran Barborič - Trajko Barbutovski - Franci Barle - Bojan Bartol - Feliks Baša - Janko Baša - Bogdan Basič - Maksimiljan Bastl - Egon Batič - Metko Batista - Bojan Bauman - Janko Bauman - Milan Bavdek - Bojan Beber - Uroš Bec - Stanislav Becele - Robert Bekar - Borut Bektaševič - Emil Belak - Maksim Belak - Marijan Belak - Janko Belcl - Milan Belcl - Marko Belič - Ivo Beliš - Oskar Beliš - Anton Belna - Bojan Belna - Franc Belna - Stanislav Belšak - Bogdan Beltram - Zlatko Bencek - Branko Benčevič - Simon Benčina - Boris Benedejčič - Marko Benedejčič - Branko Benedičič - Natalija Benedik - Roman Benedik - Boris Benko - Ivan Benko - Marjan Benko - Zvone Benko - Vojislav Bercko - Boris Berden - Miran Berdnik - Marko Bergant - Silvo Bergant - Denis Berghaus - Bojan Berginc - Jožef Berginc - Mihael Berglez - Marjan Berlic - Marko Berložnik - Marko Bernetič - Karel Bertalanič - Djego Bertok - Klemen Bertoncelj - Zdravko Berzelak - Veronika Beti - Ljubo Bevc - Milan Bežan - Marjan Bezjak - Silvester Bezjak - Branko Biaggio - Martin Biček - Tomaž Bicman - Gojko Bisako - Ivan Biščak - Ekrem Biščič - Alojz Bizjak - Andrejček Bizjak - Nenad Bizjak - Viljem Bizjak - Radovan Blaško - Roman Blaško - Vladimir Blatnik - Bruno Blažina - Anton Blaznik - Matija Blaznik - Bojan Blažun - Peter Blodnik - Milan Blokar - Robert Jožef Bobanec - Samo Bobek - Janko Bobnar - Jože Bobnar - Zlatko Bobnarič - Antun Bogadi - Alojzij Bogataj - Milan Bogataj - Miran Bogataj - Miran Bogdan - Milan Bogdanovič - Slavko Bohar - Franc Bohinc - Jože Bojec - Franc Bokal - Jožef Bokan - Edvin Bole - Stanislav Bole - Milan Bolko - Anton Bolkovič - Bojan Bolkovič - Milan Bolkovič - Miran Bombek - Jožko Bon - Marko Borjančič - Janez Borko - Drago Borovnik - Dušan Borovnik - Slavko Borovnik - Vlado Borovnik - Jože Borsan - Alojz Borse - Anton Borse - Marjan Borštner - Ivan Bortolato - Drago Božac - Branko Božič - Egon Božič - Janez Božič - Jožef Božič - Slavko Božič - Zmago Božič - Zoran Božinovski - Miran Božnik - Daniel Bračič - Franc Bračič - Janez Bračko - Jernej Bračko - Karel Bračko - Cveto Brajer - Franc Branc - Janko Bratina - Branko Bratkovič - Slavko Bratkovič - Vincenc Bratuša - Drago Braunsberge - Mirko Braunsberge - Aleš Brcar - Bogdan Brecelj - Beno Breg - Danilo Breg - Igor Breg - Alojz Bergant - Miloš Bregar - Damijan Bremec - Bojan Brence - Tone Brenčur - Bojan Breznik - Franc Breznik - Maks Breznik - Marijan Breznik - Matjaž Breznikar - Anton Brezovnik - Ivan Brezovnik - Marjan Brezovnik - Silvo Brezovnik - Branko Brglez - Peter Brglez - Edin Bričič - Franjo Bricman - Ivan Bricman - Janez Bricman - Karel Bricman - Peter Bricman - Uroš Bricman - Vladimir Bricman - Ivan Britovšek - Simon Britovšek - Marko Brlogar - Stane Brlogar - Marjan Brodnik - Janez Brojan - David Brumec - Franc Brumnik - Pavel Brundula - Branislav Brus - Nikolaj Brus - Drago Brvar - Srečko Bučinski - David Budimir - Marko Budja - Stanislav Budja - Dušan Buhvald - Drago Bukovec - Marko Bukovnik - Jože Bulf - Boštjan Bunderla - Franc Burger - Savo Burja - Janez Butara - Miha Butara - Milan Caf - Janko Cahon - Franc Cajnko - Iztok Cargo - Radko Carli - Srečko Cehnar - Božidar Cehner - Miran Cehner - Matija Cehtl - Vojko Cej - Silvan Cek - Borut Celan - David Celcer - Marjan Celcer - Emil Celec - Ciril Cenček - Branko Cenčič - Zlatan Centrih - Bojan Cepec - Bojan Cerar - Iztok Cerar - Mihec Cerjak - Tonček Cerkovnik - Milan Cerkovnik - Žarko Cerkvenik - Gojko Cesar - Jurij Cestnik - Dejan Cigale - Zdravko Cigan - Valentin Cigoj - Ivan Ciguet - Andrej Cimerman - Stanko Cimerman - Branko Cipot - Srečko Cipot - Boris Cizerl - Silvester Cmager - Silvin Cmager - Boris Coer - Milan Cof - Sonja Cofl - Bojan Cokan - Marijan Colja - Marijan Colja - Tomi Colja - Bojan Copot - Radoslav Cotič - Enco Crivellari - Sandi Curk - Ivan Cvajfler - Dali Cvar - Roman Cvetko - Srečko Cvetko - Alojz Cvetkovič - Jožef Cvilak - Samo Cvilak - Denis Čaleta - Jože Čamernik - Vladimir Čarf - Dušan Čas - Robert Čas - Zdenko Čas - Stojan Čebron - Marjan Čebul - Branko Čebulj - Jakob Čeferin - Bojan Čeh - Franc Čeh - Tomaž Čehovin - Ivan Čekada - Anton Čekon - Boris Čekon - Darijan Čekon - Ervin Čekon - Ivan Čekon - Leopold Čekon - Benjamin Čelofiga - Jožica Čenanovič - Breda Čepe - Anton Čepin - Boris Čepon - Marjan Čerče - Roman Čerče - Miran Čerenak - Miran Čerenjak - Janez Čerin - Janko Čermelj - Marjan Černčič - Franc Černe - Ljubo Černe - Mihael Černelič - Andrej Černic - Dean Černilogar - Iztok Černivec - Slavko Černivec - Robert Černjak - Jožef Černjavič - Anton Čerpnjak - Boštjan Čertanec - Roman Červ - Alojzij Češarek - Miloš Česen - Zdravko Češnovar - David Četrtič - Peter Čevka - Boris Čigon - Danijel Čigon - Darko Čoderl - Tomaž Čoderl - Jakob Čoh - Tomaž Čoha - Vojka Čoha - Rafko Čontala - Darko Čop - Herman Čorko - Slavko Čotar - Franc Črep - Milan Črepinko - Stanko Črepinko - Gorazd Črešnar - Alojz Črešnik - Anton Črešnik - Beno Črešnik - Branko Črešnik - Maks Črešnik - Marijan Črešnik - Miroslav Črešnik - Peter Črešnik - Rafael Črešnik - Valentin Črešnik - Dejan Črgac - Franc Črnec - Silvester Črnic - Maksimiljan Črnko - Zdenko Čuček - Tomaž Čuden - Anton Čufer - Ivan Čufer - Peter Čufer - Igor Čujec - Marjan Čuješ - Alksander Čuk - Štefan Čurič - Smiljan Damiš - Vojko Damjan - Konrad Danko - Robert Danko - Milan Darvaš - Miroslav Debelak - Vojteh Degiampietr - Brane Delalut - Darko Delopst - Blaž Denkov - Dušan Derčaj - Sandi Derčar - Dimitrij Derenčin - Slavko Derenčin - Robert Derman - Silvester Dežman - Andrej Dezors - Jožef Dietner - Anton Ditinger - Damijan Ditner - Čedo Djordjič - Milan Dlopst - Boris Dobaja - Edvard Dobnik - Franc Dobnik - Karli Dobnik - Miloš Dobovičnik - Edvard Dobrajc - Zlatko Dobrun - Darko Dokl - Franjo Dokl - Janez Dokl - Leopold Dolanc - Zlatko Dolar - Anton Dolenc - Sergej Dolenc - Janez Dolinšek - Marjan Dolinšek - Pavel Dolinšek - Žarko Dolinšek - Boris Domadenik - Marjan Domajnko - Bojan Domanjko - Branko Domanjko - Marjan Domanjko - Viktor Domanjko - Janez Domej - Franc Dominko - Drago Dopona - Robert Dovgan - Jože Dragman - Vukašin Dragojevič - Franc Draksler - Anton Drame - Nada Drašler - Mirko Draž - Danilo Dražnik - Bojan Drčar - Rasim Drekovič - Darko Dren - Gorazd Dretnik - Martin Drev - Zoran Drev - Branko Drevenšek - Janko Drevenšek - Janko Drofenik - Miran Drofenik - Jože Drozg - Jože Družinič - Drago Dugolin - Vili Dugonik - Josip Dugulin - Andrej Duh - Dušan Duh - Miroslav Duh - Igor Duler - Nikita Duler - Robert Duler - Milan Duller - Zdenko Durčič - Dragomir Dušej - Denis Dvanajščak - Milan Dvizac - Alojz Dvornik - Matjaž Dvornik - Franc Dvoršak - Matej Dvorščak - Peter Einfalt - Jožef Ekart - Jože Eman - Marjan Emeršič - Robert Englert - Milan Erdela - Boštjan Erjavec - Robert Erjavec - Alenka Ermenc - Željko Ernoič - Pavel Fabiani - Denis Fabjan - Edi Fabjan - Leo Fabjan - Anton Faenrich - Franc Fajfar - Ivan Fajfar - Milko Fajfar - Vinko Fajfar - Vlado Fajfar - Roman Fajhtinger - Darko Fajmut - Ožbalt Fajmut - Rudolf Fajmut - Srečko Fajmut - Zdravko Fajmut - Jože Fajs - Boris Fakin - Jožko Fakin - Miran Fakin - Milan Farkaš - Vincenc Farkaš - Vladimir Farkaš - Marijan Fartek - Tomaž Feguš - Borut Fekonja - Darko Fekonja - Emil Fekonja - Ivan Fekonja - Janez Fekonja - Marjan Fekonja - Štefan Fekonja - Aleš Feldin - Franc Felkar - Marko Felle - Andrej Ferarič - Iztok Ferenc - Franc Ferfila - Slavko Ferjan - Andrej Ferjančič - Ivan Ferjančič - Danijel Ferk - Darko Ferk - Dušan Ferk - Leopold Ferk - Marko Ferk - Matjaž Ferk - Zdravko Ferk - Edi Ferlež - Zlatko Ferlež - Matej Ferme - Franček - Ficko - Ivan Fifer - Marijan Fijavž - Marjan Filip - Alojz Filipič - Danilo Filo - Miran Finc - Gorazd Finžgar - Gorazd Fišer - Jožef Fišer - Ljubomir Fišer - Robert Fišer - Bojan Flajs - Darko Flakus - Branko Fleisinger - Iztok Flis - Tomaž Flis - Miroslav Flisar - Vinko Flisar - Boris Flogie - Nada Flogie - Marjan Florjančič - Boris Fogil - Metod Fon - Janez Forte - Ljubo Frajzman - Marijan Franc - Zdravko Franc - Zvonko Franc - Silvo Frankič - Alojz Franko - Igor Franko - Miroslav Fras - Srečko Fras - Srečko Fras - Vinko Fras - Vladimir Fras - Zvonko Fras - Franc Frešer - Jožef Frešer - Dušan Fric - Martin Fridau - Milko Fridrih - Anton Friš - Srečko Friš - Jožef Frumen - Zdravko Fuekaš - Andrej Fujs - Branko Fujs - Branko Fujs - Branko Fujs - Vinko Fuks - Primož Funtek - Ivo Furlan - Vinko Furman - Milan Fužir - Stanislav Gaberšček - Stanko Gabrovec - Jurij Gačnik - Tomaž Gačnik - Andrej Glaiser - Beno Gajer - Aleksander Gajšek - Miroslav Gajšek - Dominik Gajser - Franc Gajžler - Janez Galer - Živko Galič - Ermin Galun - Franc Gamser - Ivan Garb - Gvido Garbus - Franc Garmuš - Branko Garnbret - Vili Garnbret - Mirko Garnuš - Željko Gaševič - Roman Gašparac - Viljem Gaspari - Josip Gašparič - Boris Gašper - Uroš Gašper - Damjan Gašperin - Franc Gaube - Bojan Gavez - Bojan Gazvoda - Janez Geč - Branko Geci - Alan Geder - Janez Geder - Stojan Gerdej - Božidar Gerič - Franc Gerič - Vladimir Gerič - Ivan Gerlica - Jožef Germ - Peter Germ - Vladimir German - Alojz Gerold - Branko Gerold - Franc Gerold - Dean Geršak - Ferdinand Geršak - Franc Geršovnik - Džordže Gider - Anton Gjergjek - Milan Gjergjek - Vinko Gjergjek - Dušan Glaser - Franc Glavač - Vlado Glavač - Matjaž Glavič - Anton Glažar - Danijel Glažar - Franz Glažar - Mirko Glažar - Franc Glazer - Jožef Glazer - Matjaž Glazer - Samo Glazer - Jurij Globačnik - Franc Globovnik - Drago Glodež - Radovan Glumac - Janez Gnamuš - Marko Gnamuš - Stojan Gobec - Darko Godec - Stanko Godec - Vladimir Godec - Zlatko Godec - Andrej Godina - Viljem Godina - Iztok Godnič - Mirko Godnič - Samo Godnič - Bogdan Gojkovič - Ozvald Golenko - Robert Golenko - Srečko Goli - Branko Goličnik - Daniel Goljat - Jože Goljat - Ivan Goljevšček - Dušan Golnar - Bojan Golob - Branko Golob - Danilo Golob - Edvard Golob - Edvard Golob - Franc Golob - Ivan Golob - Ivan Golob - Jožef Golob - Marko Golob - Matija Golob - Uroš Golob - Milan Golobič - Mihael Goltnik - Srečko Gomaz - Anton Gomboc - Bojan Gomboc - Marjan Gomboc - Armando Gomezel - Igor Gomezel - Albin Gomilšček - Bogoljub Gomilšek - Stanislav Gorčan - Vinko Gorenjec - Darko Gorenšek - Ivan Gorenšek - Janez Gorenšek - Maksimiljan Gorenšek - Roman Gorenšek - Štefan Gorenšek - Darko Goričan - Samo Goričan - Miro Goričnik - Aleksander Gorjak - Silvester Gorjan - Robert Gorjup - Zoran Gorjup - Stojan Gorkič - Ivan Gornik - Jože Goršek - Andrej Goršič - Bojan Gorup - Igor Gosak - Jaro Gosak - Jože Gosak - Maksimiljan Gosak - Edo Gošnak - Stanislav Gošnak - Edbin Gostenčnik - Ferdo Gostenčnik - Jožef Grabušnik - Darko Gracej - Franc Gracej - Boris Gradič - Roman Gradič - Robert Gradiščaj - Andrej Gradišnik - Igor Gradišnik - Simon Gradišnik - Miran Gragar - Bernard Grah - Miran Grah - Dragan Graorac - Bojan Grašič - Jožef Gratej - Darko Grebenc - Erih Grebenc - Ivan Grebenc - Marko Grebenc - Milan Gredar - Danilo Gregor - Primož Gregor - Alojzij Gregorčič - Mirko Gregorčič - Branko Gregorec - Janez Gregorič - Janislav Gregorič - Robert Gregorič - Viljem Gregorič - Zvezdan Gregorn - Bojan Grešovnik - Ciril Grešovnik - Marjan Grgič - Vladimira Grgorovič - Bojan Gril - Dušan Gril - Srečko Gril - Janez Grilc - Marijan Grilc - Srečko Grilc - Srečko Grilc - Vinko Grilc - Zdravko Grilc - Drago Grinaver - Vladimir Grkovič - Dušan Grlec - Bojan Grlica - Aleš Grmek - Darjo Grmek - Mitja Grmek - Silvan Grmek - Franjo Grobelnik - Hinko Grobelnik - Kamilo Grobelnik - Miran Grobelnik - Rajko Grobelnik - Branko Grobovšek - Albert Groegl - Franc Gros - Ivan Gros - Janko Gros - Matjaž Gros - Milan Gros - Branko Grubelnik - Marko Grubelnik - Oto Grubelnik - Peter Grubelnik - Rajko Grubelnik - Milan Gruntar - Jožef Gumilar - Silvo Gumilar - Štefan Gumilar - Aleksander Gunther - Luka Gušak - Aleksander Guštin - David Guštin - Janko Haber - Roman Haber - Srečko Haberman - Janko Habit - Mirko Habjanič - Zoran Hace - Mitja Hacin - Andrej Hadner - Marjan Hadner - Cvetko Hajdarovič - Franc Hajdenek - Branko Hajdenkumer - Andrej Hajdinjak - Jurij Hajna - Alojz Hajnc - Ivan Hajnže - Anton Hajšek - Marijan Halabarec - Anton Halič - Esad Halilovič - Zlatko Halilovič - Branko Ham - Dušan Hamler - Franc Hamler - Marijan Hamler - Marjan Hamler - Milan Hamler - Karl Hamler - Branislav Hancman - Beno Hanjže - Jožef Hanjže - Marijan Hanžel - Miran Hanžič - Božidar Harc - Martin Harc - Bogdan Hari - Dušan Harl - Boris Harner - Niko Harnik - Andrej Harter - Ana Hartman - Dušan Hartman - Edvard Hartman - Ervin Hartman - Gorazd Hartman - Peter Hartman - Robert Hartman - Tomaž Hartman - Bojan Hecl - Peter Hedl - Viktor Hegediš - Anton Helbink - Boris Helbl - Ivan Helbl - Jože Helbl - Marko Helbl - Slavko Helbl - Danijel Herceg - Stanko Hergula - Anton Heric - Darko Heric - Zdravko Heričko - Željko Herjavec - Feliks Herman - Janez Herman - Miran Hermonko - Danilo Heršold - Vilko Herzmansky - Jožef Himelrajh - Milko Hirtl - Bojan Hladen - Viktor Hladnik - Alojz Hlebec - Darko Hlubič - Damijan Hočevar - Darko Hočevar - Gorazd Hočevar - Borut Hodej - Andrej Hodnik - Bojan Hodnik - Marjan Hoič - Drago Hojnik - Jožef Hojnik - Radislav Hojnik - Roman Hojnik - Avgust Hojs - Marko Hojs - Matejko Hojs - Stanislav Holc - Janko Holidej - Darko Homar - Tomaž Homer - Drago Horjak - Andrej Horvat - Anton Horvat - Bogdan Horvat - Bojan Horvat - Boris Horvat - Drago Horvat - Franc Horvat - Franjo Horvat - Ivan Horvat - Ivan Horvat - Janez Horvat - Jožef Horvat - Mario Horvat - Milan Horvat - Mirko Horvat - Peter Horvat - Robert Horvat - Roman Horvat - Štefan Horvat - Vladimir Horvat - Marijan Hovelja - Srečko Hovnik - Darko Hranjec - Roman Hrašan - Branko Hreščak - Andrej Hribar - Ignac Hribar - Mihael Hribar - Drago Hribernik - Dušan Hribernik - Janez Hribernik - Marko Hribernik - Matjaž Hribernik - Milan Hribernik - Simon Hribernik - Stanko Hribernik - Stanko Hribernik - Milan Hriberšek - Zdenko Hriberšek - Silvan Hrnčič - Igor Hrobat - Robert Hrovat - Silvo Hrovat - Dejan Hrovatin - Mitja Hrovatin - Marjan Hrženjak - Miran Hržič - Alojz Hudarin - Miran Hude - Jože Hudobreznik - Iztok Hudournik - Hasib Huesinbašič - Venceslav Hvala - Bogdan Hvalc - Andrej Hvalič - Peter Igerc - Milovan Ipavec - Božidar Irgolič - Zvonko Irgolič - Dušan Iršič - Andrej Isak - Matjaž Isak - Bojan Iskra - Edvard Iskra - Franc Iskra - Jožef Iskra - Boris Ivančič - Branko Ivančič - Edi Ivančič - Siljan Ivančič - Boris Ivanič - Mihael Ivanič - Boštjan Ivanjko - Borut Ivankovič - Marijan Ivankovič - Igor Ivanuš - Erik Ivanuša - Franc Ivartnik - Marko Ivartnik - Tomislav Ivič - Franc Izak - Janez Jagarinec - Viktor Jager - Zoran Jakič - Andrej Jaklič - Anton Jakob - Darko Jakobčič - Bojan Jakopec - Zdenko Jakopec - Bojan Jakopič - Igor Jakopin - Robert Jakopin - Anton Jamnik - Jože Jamnik - Robert Jamnik - Franc Jamnikar - Marijan Jamniker - Marjan Jamšek - Rado Jamšek - Zdenko Janaškovič - David Jančar - Mirko Jančar - Peter Jančar - Zoran Jančič - Janez Janežič - Marko Janežič - Kosta Jankovič - Rajko Janša - Marjan Jauk - Jožef Jaunik - Branko Jaušovec - Maksimiljan Jaušovec - Martin Jaušovec - Stanko Jaušovec - Lovro Javernik - Milan Javnik - Branimir Javornik - Franc Javornik - Sandi Javornik - Rudolf Javornik - Tomaž Javornik - Dominik Javoršek - Damijan Jazbec - Janko Jazbec - Mihael Jazbec - Leopold Jecl - Danilo Jeger - Miroslav Jegrišnik - Bojan Jehart - Ferdo Jehart - Blaž Jelen - Boris Jelen - Ivan Jelen - Ivan Jelen - Jakob Jelen - Vojko Jelen - Vid Jelerčič - Srečko Jelinčič - Anton Jelovšek - Leon Jelušič - Miloš Jelušič - Mitja Jelušič - Bogdan Jenko - Tomislav Jenšac - Vojko Jeran - Pavle Jereb - Miran Jergovič - Franc Jerič - Bojan Jerman - Daniel Jeromel - Franc Jeromel - Janez Jeromel - Jože Jeromel - Marjan Jeromel - Miran Jeromel - Roman Jeromel - Viktor Jeromel - Zdravko Jeromel - Matjaž Jeromelj - Dušan Jerončič - Milan Jert - Herman Jeseničnik - Tomo Jeseničnik - Marijan Jesenik - Bogdan Jesenko - Dušan Jesenovec - Bojan Jesih - Janez Ješovnik - Berta Jež - Božo Jež - Iztok Jež - Jože Jež - Darinka Jezeršek - Janez Jezeršek - Vojko Jeznik - Dušan Jonke - Simon Jonke - Tomislav Jordanov - Cvetko Florjan Jovan - Marjan Jozič - Jožef Jud - Jože Judež - Slavko Judež - Anton Jug - Sapo Jug - Janez Jugovic - Milan Jugovic - Borut Juhart - Danijel Junger - Mihael Jurač - Karel Juraja - Tomaž Juraja - Boštjan Juras - Miroslav Jurgec - Bruno Jurglič - Martin Jurhar - Konrad Jurič - Zoran Jurič - Andrej Jurjevič - Janko Jurko - Jožef Jurkovič - Leon Jurkovič - Milan Jurkovič - Franc Juršek - Gregor Justin - Vinko Justin - Srečko Jutram - Boris Juvan - Danilo Kac - Ervin Kac - Janko Kac - Marko Kac - Zdravko Kac - Bojan Kacl - Tomaž Kačič - Jože Kadiš - Mitja Kadiš - Janko Kaiser - Tomislav Kaiser - Zlatko Kaiser - Bojan Kaisersberg - Niko Kajtna - Bojan Kajzer - Boris Kajžer - Borut Kaker - Branko Kaker - Vojko Kaker - Anton Kališnik - Robert Kališnik - Robert Kalteneker - Iztok Kaluža - David Kamnik - Vlado Kamnik - Boris Kamnikar - Tomaž Kampl - Jožef Kancler - Martin Kandžič - Mihael Kanop - Albin Kapitan - Miran Kar - Jozo Karapetrič - Marjan Karar - Martin Karba - Robert Kardinar - Rado Karel - Dean Križ - Srečko Karmel - Dušan Karničnik - Simon Karničnik - Darko Kašnik - Jožef Kašnik - Marko Kašnik - Tomaž Kašnik - Slavko Kastelec - Stojan Kastelic - Danilo Kastivnik - Borut Katalinič - Igor Katalinič - Jože Katanec - Anton Kaučič - Branko Kaučič - Danijel Kaučič - Drago Kaučič - Jože Kaučič - Marijan Kaučič - Milan Kaučič - Robert Kauran - Mihael Kavaš - Miroslav Kavaš - Roman Kavaš - David Kavčič - Dušan Kavčič - Egon Kavčič - Franc Kavčič - Marjan Kavčič - Slavko Kavčič - Zvonko Kavčič - Radovan Kavcl - Milan Kavdik - Janez Kavnik - Jožef Kavnik - Peter Kavnik - Simon Kavnik - Janez Kavšek - Bojan Keber - Borut Keber - Rado Kefer - Darko Kegl - Alojz Keglevič - Slavko Kekec - Branko Kelenc - Joško Kenda - Manfred Kepe - Boris Ker - Roman Kerčmar - Igor Kerin - Darko Kermavc - Štefan Kerneža - Bojan Kert - Vladimir Kert - Zvonko Kesak - Janez Kešnar - Jurij Kete - Andrej Ketiš - Branko Ketiš - Miran Ketiš - Borut Kianec - Miran Kikec - Zdenko Kikec - Mihael Kikl - Smiljan Kikl - Matjaž Kilar - Franc Kirbiš - Gorazd Kiš - Sašo Kisela - Andrej Kiselak - Eri Kisilak - Rajko Kitak - Drago Kladnik - Renato Klajderič - Slavko Klakočar - Danijel Klampfer - Robert Klančišar - Igor Klančnik - Maksimiljan Klančnik - Aleš Klarič - Peter Klavž - Viljem Klemen - Ivan Klemenc - Miran Klemenc - Silvo Klemenc - Bojan Klemenčič - Boris Klemenčič - Branislav Klemenčič - Franc Klemenčič - Leopold Klemenčič - Matjaž Klemenčič - Rado Klemenčič - Stanislav Klement - Marjan Klemše - Stojan Klen - Matjaš Klep - Matjaž Klevže - Robert Klinar - Drago Klinc - Marko Klinc - Valter Klinkon - Luciano Kljaič - Dane Klobasa - Karel Klobasa - Janko Kmet - Marjan Kmetič - Albin Knaflič - Emil Knechtl - Boris knez - Dušan Knez - Edvard Knez - Igor Knez - Jože Knez - Marko Knez - Miran Knez - Mladen Knez - Peter Knez - Radovan Knez - Simon Knez - Srečko Knez - Uroš Knez - Sebastjan Knežar - Dragan Kneževič - Ivan Knuplež - Bojan Kobal - Janko Kobal - Silvo Kobold - Jože Kobolt - Samo Kobolt - Igor Kočar - Andrej Kocbek - Matjaž Kocbek - Milan Kocbek - Miran Kocbek - Rajko Kočet - Zoran Kocič - Janez Kociper - Matjaž Kociper - Branko Kocjan - Bruno Kocjan - Vinko Kocmut - Bojan Kočnik - Ernest Kocuvan - Ivica Kodba - Silvo Koder - Mima Kodermac - Aleš Kodra - Srečko Kodrič - Janeta Kodrin Pušn - Milan Kogelnik - Stanislav Kogelnik - Marijan Kojc - Miran Kokalj - Andrej Kokec - Silvo Kokelj - Marijan Kokl - Alojz Kokol - Damijan Kokol - ušan Kokol - Franjo Kokol - Bogdan Kokoravec - Bojan Kokučnik - Anton Kolar - Boris Kolar - Borut Kolar - Darko Kolar - Feliks Kolar - Janko Kolar - Jožef Kolar - Marjan Kolar - Milan Kolar - Miloš Kolar - Mojmir Kolar - Rok Kolar - Darko Kolarič - Željko Kolarič - Anton Kolednik - Maks Kolenc - Matjaž Koler - Branko Kolerič - Milan Koletič - Srečko Koletnik - Tomaž Koletnik - Bojan Kollar - Miroslav Kolman - Stanislav Kolman - Zvonko Kolman - Ivan Kolmančič - Zvonimir Kolmanko - Štefan Kološa - Daniel Komariski - Andrej Komatar - Miran Komel - Mitja Komplet - Rudolf Kompoš - Darijo Konavec - Bojan Končan - Gregor Koncilja - Stanislav Konda - Stanislav Konec - Marjan Konečnik - Matjaž Konečnik - Tomaž Konečnik - Igor Kontrec - Janez Kontrec - Boris Kopčič - Benedikt Kopmajer - Bogdan Koprivnikar - Boštjan Koprivnikar - Janko Koprivnikar - Marsel Kopunovič - Franc Koračin - Silvester Koradin - Branko Korat - Stanko Korat - Vitomir Korat - Janko Korče - Aleš Korda - Borut Kordež - Peter Kordež (1957) - Peter Kordež (1967) - Andrej Koren - Danilo Koren - Drago Koren - Ferdo Koren - Ivan Koren - Iztok Koren - Janez Koren - Konrad Koren - Marjan Koren - Metko Koren - Milko Koren - Rajko Koren - Frančišek Korent - Jožef korent - Simon Korez - Alojz Korošak - Anton Korošec - Branko Korošec - Drago Korošec - Franc Korošec - Ivan Korošec - Ivan Korošec - Jožef Korošec (1960) - Jožef Korošec (1962) - Leopold Korošec - Maksimiljan Korošec - Marko Korošec - Milan Korošec - Srečko Korošec - Vladimir Korošec - Milan Korotaj - Branko Korpar - Vitomir Korpar - Alojz Kos - Edvard Kos - Janko Kos (19xx) - Marjan Kos - Matej Kos - Milena Kos - Peter Kos - Aleš Marjan Kosaber - Marko Košan - Janez Košar - Marijan Košar - Alojz Koševič - Branko Kosi - Vojko Kosi - Željko Kosi - Bogdan Kosič - Robert Kosič - Darko Košič - Franc Košir - Igor Košir - Jože Košir - Marko Košir - Stojan Kosmina - Stanislav Košnik - Bogdan Kosovelj - Stanko Kostanjevec - Jožef Kostric - Oto Košutnik - Mirko Kotar - Aleš Kotnik (1968) - Aleš Kotnik (1969) - Andrej Kotnik - Anton Kotnik (1964) - Anton Kotnik (1958) - Anton Kotnik (1955) - Branko Kotnik - Edvard Kotnik - Filip Kotnik - Franc Kotnik - Franc Kotnik - Jožef Kotnik - Maks Kotnik - Marjan Kotnik - Roman Kotnik - Štefan Kotnik - Vojko Kotnik - Anton Kotnjek - Branko Kous - Aleš Kovač - Andrej Kovač (1970) - Andrej Kovač (1966) - Bogdan Kovač - Izidor Kovač - Jožef Kovač - Marijan Kovač - Marjan Kovač - Marijan Kovač - Marko Kovač - Rajko Kovač - Samo Kovač - Dušan Kovačec - Srečko Kovačec - Aleš Kovačič - Alojz Kovačič - Boris Kovačič (1963) - Boris Kovačič (1965) - Božidar Kovačič - Hubert Kovačič - Rudi Kovačič - Smiljan Kovačič - Stanislav Kovačič (1959) - Stanislav Kovačič (1960) - Stojan Kovačič - Zoran Kovačič - Zvonko Kovačič - Bojan Kovič - Valentin Kovič - Aleksander Kovšca - Vinko Kovšček - Bojan Kozar - Janko Kozar - Sonja Kožar - Albin Kozarič - Branko Kozel - Martin Koželj - Janez Koželjnik - Igor Kozmos - Mihael Kozole - Edo Kozorog - Bojan Kračan - Marijan Kragelj - Marijan Krahulec - Borut Krajnc (1965) - Borut Krajnc (1966) - Danilo Krajnc - Dušan Krajnc - Franc Krajnc - Franček Krajnc - Goran krajnc - Marijan Krajnc - Marjan Krajnc - Peter Krajnc - Stanislav Krajnc - Viktor Krajnc - Franc Krajnik - Primož Krajšek - Damjan Krajšič - Franc Kraker - Ivan Kralj - Robert Kralj - Roman Kralj - Valter Kramar - Vladimir Kramar - Srečko Kramberger - Vilko Kramberger - Blaž Kramer - Edvard Krančan - Danijel Kraner - Dušan Kraner - Jože Kraner - Alojz Kranjc - Boris Kranjc - Robert Kranjc - Viktor Kranjc - Franc Kranjec - Drago Krapež - Pavel Krapež - Mirko Krapša - Silvo Kraševec - Vladimir Kraševec - Zdenko Kraševec - Bojan Krautberger - Metko Kravanja - Branko Kravs - Srečko Kravs - Edvard Krebs - Jože krebs - Andrej Krecenbaher - Milan Kreft - Robert Kregar - Borislav Kreitner - Vladislav Krejač - Miroslav Krejan - Vladimir Krejan - Neboša Krejič - Uroš Krek - Branko Kremzer - Jožef Kremzer - Danijel Kren - Iztok Kren - Franc Krenčnik - Ludvik Krenkar - Branko Krenker - Jurij Krenker - Matjaž Krenker - Radovan Krenker - Rajko Krenker - Vitko Krenker - Bojan Krenos - Alojz Kresnik - Bogomir Kresnik - Damjan Kresnik - Edvard Kresnik - Franci Kresnik - Ivan Kresnik - Miran Kresnik - Peter Kretič - Danilo Krevh - Branko Krevs - Jožef Krevzel - Anton Kričaj - Marijan Kričaj - Milan Kričaj - Peter Kričaj - Robert Kričaj - Aleksander Kristan - Danijel Kristan - Tomaž Kristan - Sergij Kristančič - Dušan Kristl - Franc Krištofelc - Aleš Krivc - Bojan Krivec - Robert Krivec - Vladimir Krivec - Iztok Krivorotov - Marjan Križan - Božo Križanič - Srečko Križanič - Zlatko Križe - Bojan Križman - Darko Križman - Viktor Krnc - Henrik Krofič - Ljubiša Krofič - Karlo Kropušek - Maks Krošel - Dušan Krošl - Ivan Krpač - Milan Krstič - Silvan Krt - Ivan Krulej - Miran Krušič - Vinko Krušič - Jože Kržič - Vinko Kucler - Robert Kueronja - Milan Kugl - Dejan Kuhar - Marjan Kihar - Matjaž Kuhar - Smiljan Kuhar - Ivan Kuharič - Marko Kukanja - Miro Kukol - Ivan Kukovec - Miha Kukovec - Miroslav Kukovec - Radoslav Kukovec - Aleš Kulovec - Jure Kumer - Uroš Kumer - Marjan Kumin - Robert Kumprej - Drago Kunc - Vladimir Kunčič - Vinko Kunčnik - Benjamin Kunej - Milan Kunej - Hubert Kuplen - Boris Kur - Rudolf Kurbos - Silvester Kurbos - Herman Kuret - Iztok Kuret - Branko Kurinčič - Miroslav Kurinčič - Peter Kurmanšek - Bojan Kus - Stanko Kušar - Branko Kuster - Vinko Kusterle - Andrej Kutnar - Darko Kutoša - Branko Kuzma - Danijel Kuzma - Ladislav Kuzma - Miro Kuzma - Jože Kuzman - Iztok Kuzmič - Janko Kuzmič - Milan Kuzmič (1968) - Milan Kuzmič (1950) - Igor kvas - Drago Ladinek - Ivan Ladinek - Jože Ladinek - Silvo Ladinek - Slavko Ladinek - Bogdan Ladinik - Ferdo Ladinik - Ivan Lah - Zlatko Lah - Herman Lah Lebar - Jurij Lahovnik - Martin Lahovnik - Boris Lajh - Ivan Lakovšek - Tomaž Lakovšek - Zvonko Lakovšek - Manfred Lanc - Dušan Landeker - Boris Lang - Marko Langbauer - Peter Lapajne - Danijel Lasbaber - Rudi Lasnik - Nenad Lauko - Danilo Lavrenčič - Ivan Lavrenčič - Jože Lavrič - Tomaž Lavtižar - Dušan Lazar - Janez Lazar - Zdenko Lazar - Dragomir Lazarevič - Alep Laznik - Branko Laznik - Damjan Laznik - Dominik Laznik - Drago Laznik - Erih Laznik - Marijan Laznik - Rupert Laznik - Branko Leb - Roman Leban - Vladimir Lebar - Danilo Leben - Jože Lebič - Marjan Lečnik - Borut Ledinek - Marjan Ledinek - Marjan Ledinek - Saša Ledinek - Stojan Ledinek - Nikolaj Legat - Djordje Legen - Ivan Lekše - Marko Leljak - Jože Lemut - Albin Lenaršič - Damijan Lenart - Ivan Lenart - Jože Lenart - Marko Lenart - Bruno Lepej - Igor Lepen - Borut Lesjak - Nikolaj Lesjak - Zdravko Lesjak - Robert Leskošek - Milan Leskovar - Ivan Leskovec - Bogdan Lešnik - Franc Lešnik - Herbert Lešnik - Igor Lešnik - Julijan Lešnik - Peter Lešnik - Stanko Lešnik - Zlatko Lešnik - Darko Levart - Jože Levec - Dušan Levičnik - Jože Levstik - Vojko Levstik - Vjenčeslav Lihtenvalne - Iztok Likar - valter Likar - Zdravko Likar - Zmago Likar - Joško Likavec - Martin Likeb - Franc Lilek - Milan Linasi - Mitja Lipič - Andrej Lipnik - Andrej Lipovec - Ivan Lipuš - Anton Lisjak - Srečko Lisjak - Vladimir Ljubec - Dušan Ljubej - Danijel Ločičnik - Vojko Ločičnik - Damijan Logar - Jože Logar - Marijan Logar - Matjaž Logar - Peter Logar - Aleš Lojen - Dimitrij Lokovšek - Slobodan Lončar - Stanislav Lončar - Danilo Lončarič - Ludvik Lončarič - Marjan Lorbek - Dušan Lorber - Milan Lorber - Maksimiljan Lorenc - Stanislav Lorenci - Vladimir Lorenci - Zdravko Lorenci - Branko Lorenčič - Milan Lotrič - Marjan Lovenjak - Janko Lovrec - Miran Lovrec - Mirko Lovrec - Vinko Lovrec - Ladislav Lovrenčič - Ivon Lovše - Boris Lozar - Franc Ložar - Bogdan Lozej - Darinko Lubej - Vili Lubi - Edi Lugarič - Aleš Luin - Roman Lukač - Ivan Lukačič - Aleksander Lukas - Sever - Vladimir Lukman - Stanislav Luks - Borut Lunder - Zmago Lunder - Bojan Lunežnik - Slavko Lunežnik - Bojan Lupuh - Bojan Luršak - Ludvik Lutar - Silva Lužar - Tomaž Lužnic - Gvido Lužnik - Igor Lužnik (1962) - Igor Lužnik (1967) - Ivan Lužnik - Janez Lužnik - Peter Lužnik - Srečko Lužnik - Vlado Lužnik - Vojko Lužnik - Boštjan Maček - Milan Maček - Zvonimir Maček - Dejan Macura - Slavko Madjar - Marijan Magdič - Branislav Maher - Zvonko Maher - Bogdan Mahnič - Martin Majal - Stanislav Majc - Branimir Majcen - Branko Majcen - Robert Majcen - Tomaž majer - Miran Majhenič - Dean Makoter - Jožef Makovec - Valter Makovec - Marijan Male - Janko Malec - Dragomir Mali - Jožef Mandl - Željko Maraž - Simon Marčič - Anton Marhl - Marijan Marhl - Anton Marhold - Dušan Marholt - Jožef Marič - Simon Marič - Branko Marinič - Franc Marinič (1959) - Franc Marinič (1960) - Robert Marinič - Franc Marinšek - Marko Marinšek - Žarko Marjanovič - Marjeta Markelc - Edvard Marko - Franc Marko - Janez Marko - Marjan Marko - Dušan Markoč - Friderik Markovčič - Andrej Markovič - Marjan Markovič - Srečko Markovič - Vlado Markovič - Branko Markuš - Srečko Markuš - Miran Markuža - Rajko Markuža - Borut Marolt - Stanko Marovt - Branko Martinc - Alojz Martinčič - Janez Martinjak - Srečko Martinuč - Boštjan Maruško - Bojan Marzel - Anton Matavž - Danijel Matavž - Bogomir Matelič - Željko Matič - Stanko Matičko - Iztok Matis - Anton Matjaš - Aleš Matovič - Željko Matulic - Dejan Matuš - Robert Matuz - Andrej Matves - Gregor Maučič - Danijel Mauko - Dejan Mauko - Valentin Maver - Anton Mavrič - Franc Mavrič - Matjaž Mavsar - Roman Mavsar - Robert Maze - Franc Medle - Anton Medved - Bojan Medved - Branko Medved - Janez Medved - Ludvik Medved - Marijan Medved - Marjan Medved - Milan Medved - Roman Medved - Vid Medveš - Vitko Medvešek - Jurij Meh - Rajko Meh - Roman Meh - Jožef Malenšek - Drago Melin - Alojz Melinc - Albin Mencigar - Davorin Menciger - Robert Menciger - Dušan Merčnik - Franc Merčnik - Ivan Merčnik - Dušan Mergeduš - Branko Merhar - Andrej Merzdovnik - Andrej Mesarec - Ivan Mesarič - Marjan Mesarič - Peter Mesarič - Štefan Mesarič - Dušan Meško - Emil Meško - Mirko Meško - Bojan Mestek - Jurij Metinger - Dušan Metljak - Štefan Mezga - Ladislav Mezinec - Orlando Mezinec - Aleksander Mezner - Silvester Meža - Ivan Mežnarc - Janez Mežnarc - Marjan Mežnarc - Branko Mežnarič - Andrej Mihalič - Dušan Mihalič - Ivan Mihalič - Borut Mihaljevič - Aleš Mihelič - Ivan Mihelič - Slavko Mihelič - David Mihelin - Aleš Mihelj - Janko Mihev - Stanislav Mihev - Jožef Miholič - Dušan Mihorič - Davorin Mikl - Ivan Mikl - Zdravko Miklašič - Miran Miklaužič - Bernard Miklavc - Bojan Miklavc - Janez Miklavc - Matjaž Miklavc - Miroslav Miklavc - Srečko Miklavc - Karel Miklavčič - Drago Miklavec - Radivoj Miklavec - Klemen Miklavžina - Stanislav Miklavžina - Miran Miklič - Martin Mikolič - Milan Mikolj - Erik Mikše - Adin Mikulič - Boris Milič - Aleš Miljevič - Milan Miloševič - Vladimir Miloševič - Ivan Mirkac - Aleksander Miševski - Aleš Mišič - Bojan Miškovič - Bojan Mithans - Vito Mithans - Tatjana Miuc - Andrej Mlačnik - Ivan Mlačnik - Jože Mlačnik - Srečko Mlačnik - Miroslav Mladinov - Hinko Mlakar - Matija Mlakar - Robert Mlakar - Viktor Mlakar - Gregor Mlaker - Ivan Mlinar - Branko Mlinarič - Vladimir Mlinarič - Darjan Mlinšek - Dušan Mlinšek  - Milan Mlinšek  - Andrej Močan  - Vinko Močilnik  - Mitja Močnik  - Stojan Močnik  - Janez Modrinjak  - Rudolf Moge  - Franc Mohar  - Jožef Moharič  - Damijan Mohorčič  - Robert Mohorič  - Samo Mohorič  - Rafael Mokorel  - Robert Molar  - Ferdinand Molari  - Zdravko Moličnik  - Peter Mongus  - Andrej Mori  - Boris Mori  - Branko Mori  - Jure Mori  - Marko Mori  - Miroslav Mori  - Rupert Mori  - Slavko Mori  - Zdravko Mori, 1963  - Zdravko Mori, 1964  - Ivan Mošmondor  - Edvard Motaln  - Marjan Motaln  - Matjaž Motaln  - Branko Movrin  - Srečko Možič  - Anton Mrak  - Franc Mrak  - Janez Mrak  - Slavko Mrak  - Bojan Mravlak  - Marjan Mravljak  - Milan Mravljak  - Peter Mravljak  - Stanko Mršak  - Darko Muc  - Leon Muc  - Nikola Mučič  - Boris Muha  - Bojan Muhič  - Jožef Muhič  - Alojz Mukenauer  - Andrej Mulec  - Drago Mulec  - Franc Mulec  - Marjan Mulec  - Milan Mulec  - Miran Mulec  - Zvonko Mulej  - Borut Mulič  - Borut Munda  - Janko Murad  - Tonček Murad  - Jožef Murko  - Robert Murko  - Marija Murkovič  - Aleš Murnc  - Vlado Muršič  - Peter Muš  - Bojan Mušič  - Adam Mustafič  - Damijan Muznik  - Franjo Nabernik  - Igor Nabernik  - Alojz Naglič  - Anton Naglič  - Marko Naglič  - Viktor Naglič  - Vinko Naglič  - Vlado Naglič  - Boris Najžar  - Vlado Najžer  - Boris Namar  - Štefan Namestnik  - Dušan Napečnik  - Srečko Napotnik  - Milan Narat  - Milan Darko Nardin  - Jurij Natek  - Andrej Naveršnik  - Darjo Naveršnik  - Vinko Naveršnik  - Stanislav Navodnik  - Borut Nečemar  - Iztok Nekrep  - Milan Nekrep  - Miran Nekrep  - Silvo Nemanič  - Bojan Nemec  - Jožef Nemec  - Krešo Nemec  - Savo Neškovič  - Marjan Neuvirt  - Andrej Nikl  - Samo Njivar  - Alojz Novak, 1949  - Alojz Novak, 1960  - Alojz Novak, 1970  - Andrej Novak  - Branko Novak  - Danilo Novak  - Edvard Novak  - Franc Novak  - Herbert Novak  - Herman Novak  - Ivan Novak, 1963  - Ivan Novak, 1951  - Janez Novak  - Joško Novak  - Marjan Novak  - Matej Novak  - Radko Novak  - Rajko Novak  - Štefan Novak  - Božo Novinc  - Franjo Novosel  - Jože Nunčič  - Emin Nuraj  - Bela Obal  - Željko Oberški  - Branko Oberstar  - Rajko Oberstar  - Franc Obojnik  - Mirko Obran  - Miran Obreht  - Drago Obreza  - Roman Obrul  - Danijel Očko  - Marko Odar  - Bojan Oder  - Branko Oder  - Martin Oder  - Srečko Oder  - Ljubo Ogorevc  - Damjan Ograjenšek  - Andrej Ohman  - Igor Okorn  - Vinko Okorn  - Janez Okrogelnik  - Ivan Oman  - Nedret Omerovič  - Milan Omladič  - Rajko Onuk  - Boštjan Oprešnik  - Bogdan Orešnik  - Anton Orgolič  - Marjan Orgolič  - Aleš Ornik  - Fredi Ornik  - Jakob Ornik  - Marko Orter  - Bogdan Osenjak  - Milan Ošep  - Marjan Ošlaj  - Mario Ošlak  - Matjaž Ošlak  - Rajko Ošlak  - Igor Ošlovnik  - Štefan Ošlovnik  - Edvard Osojnik  - Ivan Osojnik  - Jožef Osojnik  - Anton Osrajnik  - Mihael Osrajnik  - Robert Osrajnik  - Aleš Osredkar  - Zvonko Osterc  - Edvard Osterman  - Vili Ostruh  - Darko Ouček  - Leopold Ovčar  - Zdravko Ovčar  - Branko Ovčjak  - Benjamin Oven  - Marjan Oven  - Boris Ožbolt  - David Ozebek  - Branko Ozimič  - Anton Pačnik  - Igor Pačnik  - Jožef Pačnik  - Benjamin Pahor  - Igor Pahor  - Janez Pajer  - Darjo Pajk  - Zdravko Pajk  - Rajko Pajnič  - Anton Pajnik  - Anton Pajtler  - Srečko Pajtler  - Dalibor Paliska  - Anton Palko  - Matjaž Pandev  - Dragan Panevski  - Bogoslav Pantar  - Igor Pantner  - Ivan Pantner  - Milan Papič  - Mihael Papler  - Danijel Papotnik  - Jožef Par  - Alojzij Paradiž  - Damijan Paradiž  - Ivan Paradiž  - Tadej Paradiž  - Vladimir Paradiž  - Dušan Partljič  - Dejan Pašič  - Boris Pavalec  - Igor Pavalec  - Andrej Pavič  - Anton Pavlič  - Drago Pavlič  - Jože Pavlič  - Jurij Pavlič  - Roman Pavlič  - Srečko Pavličič  - Samo Pavlin  - Saša Pavlin  - Slavka Pavlin  - Damian Pavšič  - Srečko Pavšič  - Simon Pečečnik  - Boris Pečenko  - Boris Pečnik  - Božo Pečnik  - Drago Pečnik  - Ivan Pečnik  - Miran Pečnik  - Simon Pečnik  - Viljem Pečnik  - Ignacij Pečoler  - Mihael Pečovnik  - Milan Pečovnik  - Robert Pečovnik  - Roman Pečovnik  - Boris Pegan  - Silvo Pejovnik  - Zlatko Pek  - Andrej Peklar  - Darko Pelc  - Avguštin Pelcl  - Milan Pelcl  - Marija Penec  - Bojan Penko  - David Penko  - Edvard Peperko  - Martin Pepevnik  - Demitrij Perčič  - Janez Perdih  - Janko Pergar  - Zvonimir Pergar  - Robert Perger  - Andrej Perhavec  - Bojan Perhavec  - Mladen Perič  - Danilo Perjet  - Anton Perko  - Iztok Perko  - Marcel Pernat  - Marjan Pernat  - Jože Pernek  - Srečko Pernek  - Sašo Pernuš  - Vladimir Perovnik  - Stanko Perpar  - Drago Perša  - Matjaž Perša  - Slavko Peršak  - Kristijan Perše  - Marko Peršolja  - Anton Peruš  - Branko Peruš  - Dušan Peruš  - Jože Peruš  - Rajko Peruš  - Rudi Peruš  - Zoran Peruš  - Boris Pesičer  - Anton Pesjak  - Vojko Pesjak  - Janko Pesko  - Branko Pešl  - Frančišek Pešl  - Ivan Petar  - Zvonko Petar  - Aleš Petek  - Boris Petek, 1967  - Boris Petek, 1957  - Dragec Petek  - Igor Petek  - Jožica Petek  - Martin Petek  - Robert Petek  - Vida Petek  - Primož Peterca  - Darko Peternel  - Franc Petovar  - Bojan Petre  - Anton Petrej  - Bojan Petrič  - Izidor Petrič  - Jožef Petrič  - Mihael Petrič  - Mirko Petrič  - Peter Petrič  - Davorin Petrovič  - Jožef Petrovič  - Marjan Petrovič  - Nenad Petrovič  - Predrag Petrovič  - Anton Pevec  - Emil Pfeifer  - Milko Pfeifer  - Stojan Pfifer  - Metod Pibernik  - Igor Picej  - Andraž Pignatari  - Robert Pihlar  - Milan Pihler  - Marjan Pilinger  - Klavdijo Pilko  - Janez Plošnik  - Anton Poberžnik  - Dušan Poberžnik  - Matjaž Poberžnik  - Robert Poberžnik  - Aleksander Počič  - Stanislav Počič  - Marijan Pock  - Dragotin Podboj  - Jože Podbrežnik  - Miloš Podbrežnik  - Peter Poderžan  - Valter Podgornik  - Franc Podgrajšek  - Miran Podhostnik  - Marko Podjaveršek  - Viktor Podjaveršek  - Danilo Podjavoršek  - Iztok Podkrižnik  - Peter Podlesek  - Janez Podlesnik  - Matjaž Podlesnik  - Viktor Podlesnik  - Slavko Podlinšek  - Bojan Podojsterše  - Robert Podojstršek  - Jože Podplatnik  - Peter Podričnik  - Robert Podrižnik  - Branko Podrzavnik  - Jožef Podrzavnik  - Ludvik Podrzavnik  - Zlatko Podrzavnik  - Milan Podstenšek  - Stanislav Pogačnik  - Peter Pogladič  - Leon Poglič  - Dragomir Poglovnik  - Janko Pogorelčnik  - Danijel Pogorelec  - Stanislav Pogorelec  - Bojan Pogorevc  - Jože Pogorevc  - Marko Pogorevc  - Milan Pogorevc  - Franc Pogorevčnik  - Jože Pogorevčnik  - Oton Pok  - Leon Pokeržnik  - Mirko Poklič  - Stanko Poklič  - Zvonko Poklič  - Marjan Poklinek  - Vlado Polajnar  - Zmago Polak  - Srečko Polanc  - Bojan Polančič  - Jožef Polanšek  - Anton Polc  - Darjan Polc  - Damjan Poljanec  - Mihael Poljanšek  - Zoran Polše  - Albin Pongrac  - Ivan Pongrac  - Silvo Pongrac  - Marjan Pongračič  - Branko Popič  - Maks Popič  - Milorad Popovič  - Zdenka Popovič  - Srečko Porčnik  - Franjo Pori  - Bojan Poročnik  - Dominik Poročnik  - Drago Poročnik  - Dušan Poročnik  - Janez Poročnik  - Miran Poročnik  - Štefan Poročnik  - Drago Poštrak  - Darko Postrpinjek  - Zvonko Postružnik  - Branko Potnik  - Albin Potočnik  - Bogdan Potočnik, 1968  - Bogdan Potočnik, 1970  - Bojan Potočnik  - Branko Potočnik  - Darko Potočnik  - Franc Potočnik  - Rado Potočnik  - Rafael Potočnik  - Robert Potočnik  - Srečko Potočnik  - Vinko Potočnik  - Davorin Potrč  - Jože Potrpin  - Anton Povše  - Jože Povše  - Artur Požar  - Albin Pozaršek  - Bojan Požun  - Anton Pozvek  - Marko Pozvek  - Franc Prajndl  - Stanislav Prajndl  - Ivo Pranjič  - Andrej Praper  - Miran Praper  - Otokar Praper  - Pavla Praper  - Janez Prapertnik  - Simon Prapertnik  - Blaž Prapotnik  - Igor Praprotnik  - Karli Praprotnik  - Zlatko Prasnic  - Miran Pravdič  - Slavko Prazel  - Franc Praznik  - Franc Brane Praznik  - Jožef Praznik, 1962  - Jožef Praznik, 1957  - Katica Praznik  - Marija Praznik  - Marijan Praznik, 1958  - Marijan Praznik, 1965  - Matej Praznik  - Stanislav Praznik  - Vlado Praznik  - Bojan Predalič  - Franc Predikaka  - Vilko Predikaka  - Boštjan Pregl  - Jože Prejac  - Leon Prejac  - Peter Prejac  - Martin Prelec  - Mitja Prelog  - Mitja Premrl  - Simon Premrl  - Tomaž Prešeren  - Matjaž Prešeren  - Franc Prevolšek  - Anton Pridigar  - Peter Pridigar  - Srečko Pridigar  - Stanko Prigl  - Maksimiljan Prijatelj  - Alojz Prikeržnik  - Filip Prikeržnik  - Mihael Prikeržnik  - Tomaž Primožič  - Darko Prinčič  - Jože Prislan  - Jože Pristovnik  - Iztok Priteržnik  - Franc Prosen  - Jože Prosenjak  - Stojan Prošev  - Martin Prošt  - Branko Prša  - Milan Prša  - Maksimiljan Prunk  - Robert Prunk  - Karel Pruš  - Matej Pruš  - Anton Pšeničnik  - Igor Pšeničnik  - Matjaž Pšeničnik  - Tomi Pucelj  - Maks Pučelj  - Boris Pučko  - Drago Pučko  - Igor Pučko  - Janez Pučko  - Jožef Pučko  - Milan Pučko  - Robert Pučko  - Dušan Pudgar  - Jožef Puhar  - Franc Pukl  - Franc Puklavec  - Ivan Puklavec  - Silvo Puklavec  - Franc Pulko  - Marjan Pulko  - Radovan Pulko  - Anton Pungartnik  - Ivan Pungartnik  - Marjan Pungartnik  - Peter Pungartnik  - Sašo Pungerčar  - Edvard Puntar  - Egon Pupaher  - Igor Pupaher  - Jože Pureber  - Marjan Pureber  - Stanislav Purg  - Janez Purgaj  - Srečko Purgaj  - Branko Pušenjak  - Drago Pušenjak  - Aleš Pušnik  - Beno Pušnik  - Bojan Pušnik  - Dušan Pušnik  - Edbin Pušnik  - Edvard Pušnik  - Franc Pušnik, 1969  - Franc Pušnik, 1956  - Gorazd Pušnik  - Herman Pušnik  - Ivan Pušnik  - Janez Pušnik, 1958  - Janez Pušnik, 1963  - Jože Pušnik  - Jožef Pušnik  - Marijan Pušnik  - Marjan Pušnik  - Marko Pušnik  - Mirko Pušnik  - Niko Pušnik  - Primož Pušnik  - Robert Pušnik  - Roman Pušnik  - Viktor Pušnik  - Zorko Pušnik  - Leopold Pustinek  - Robert Pustovrh  - Miroslav Rabuza  - Igor Rac  - Peter Račel  - Zoran Račič  - Branko Račnik  - Roman Radej  - Mirko Radilovič  - Darko Radišič  - Jožef Radoševič  - Drago Raduha  - Janez Raduha  - Zoran Radulovič  - Marijan Ragolič  - Drago Rajh  - Stanislav Rajh  - Bojan Rajnar  - Branko Rajnar  - Simon Rajnar  - Miro Rajšelj  - Anton Rajšp  - Branko Rajšp  - Jakob Rajter  - Dušan Rakar  - Dušan Rakič  - Milan Rakovec  - Željko Rakovič  - Bogdan Rakovnik  - Miroslav Rakuša  - Jožef Rakušček  - Rado Rakušček  - Vinko Rakušček  - Anton Ramšak  - Branko Ramšak  - Stanko Pinjušič  - Andrej Pintar  - Darko Pintar  - Anton Pintarič  - Branko Pintarič  - Franc Pintarič  - Ludvik Pintarič  - Štefan Pintarič  - Tonček Pintarič  - Aleksander Pinter  - Branko Pinter  - Silvo Pinter  - Božo Pipan  - Stanislav Pipan  - Mitja Pipenbaher  - Dušan Pirc  - Matjaž Pirnat  - Konrad Pirš  - Dimitrij Pirtovšek  - Rado Pisar  - Marjan Pišek  - Andrej Piškur  - Veselko Piškur  - Janez Pisnik  - Stanko Pišorn  - Bojan Pitino  - Stanislav Pivec  - Zdravko Pivec  - Boris Plajnšek  - Dušan Planinc  - Florjan Planinšec  - Janez Planinšec  - Aleksander Planko  - Igor Planko  - Jože Planšak  - Robert Planšak  - Zdravko Planšak  - Marijan Platiše  - Branko Plavec  - Dušan Plavec  - Marko Plavec  - Darijan Plaz  - Silvo Plazl  - Franc Plaznik  - Ernest Pleh  - Viljem Plej  - Milan Plesec  - Marjan Plešej  - Milan Plešivčnik  - Kristijan Plesnik  - Branko Plestenjak  - Franc Plestenjak  - Damijan Pleteršek  - Darko Pleteršek  - Daniel Pleterski  - Martina Pleterski  - Boris Plevnik  - Branko Plevnik  - Silvo Plevnik  - Štefan Plevnik  - Avguštin Plohl  - Marko Plohl  - Alojz Ploj  - Mirko Ploj  - Stanko Ploj  - Ivan Plošnik  - Konrad Ramšak  - Ludvik Ramšak  - Zvonko Ramšak  - Janez Ranc  - Jože Ranc  - Robert Rantaša  - Goran Rapuc  - Janko Ratej  - Frančišek Raušl  - Miroslav Rauter  - Stanislav Rauter  - Žarko Ravber  - Drago Ravnik  - Miran Ravnik  - Ivan Ravnikar  - Sašo Ravnikar  - Danijel Ravnjak  - David Ravnjak  - Maksimilijan Ravnjak  - Franc Razbornik  - Zdenko Razbornik  - Bojan Razdevšek  - Ivan Razdevšek  - Aleš Ražem  - Boris Razgoršek  - Ferdo Razgoršek  - Aleš Razpet  - Feliks Raztočnik  - Danimir Rebec  - Marko Rebec  - Zdenko Rebec  - Iztok Rebernak  - Jernej Rebernik  - Miran Rebernik  - Milan Rebrec  - Milan Rebrica  - Janez Recek  - Davorin Rečnik  - Karel Rečnik  - Edvard Rednak  - Aleš Rednjak  - Igor Rejavc  - Ivan Rejc  - Anton Rek  - Jože Rek  - Marjan Remenih  - Gvido Repa  - Janez Repa  - Ervin Repanšek  - Branko Repina  - Metod Repinc  - Boris Repnik  - Janko Repnik  - Marjan Repnik  - Vincenc Repnik  - Vinko Repnik  - Zlatko Repnik  - Franc Repolusk  - Jože Repotočnik  - Emilij Repovž  - Anton Repše  - Anton Rešek  - Robert Rešetič  - Edvard Režek  - Anton Ribič  - Simon Ribič  - Štefan Ribič  - Uroš Ribič  - Roman Richter  - Jožef Ričko  - Ivan Ričnik  - Branko Rihtar  - Franc Rihtar  - Metod Rihtaršič  - Ivan Rihter  - Stojan Rijavec  - Veseljko Rimele  - Milan Ring  - Miran Ring, 1964  - Miran Ring, 1960  - Simon Ring  - Miodrag Ristič  - Dušan Ritlop  - Tomaž Robač  - Simon Robar  - Edi Rober  - Ivan Robin  - Dušan Robnik  - Rajko Robnik  - Tomaž Ročnik  - Aleksander Rode  - Milko Rodošek  - Peter Rodošek  - Mirko Rogač  - Milan Rogel  - Igor Rogelja  - Rudolf Rogelšek  - Stanislav Roj  - Ciril Rojc  - Dominko Rojc  - Goran Rojc  - Silvan Rojc  - Danilo Rojko  - Janez Rojko  - Miran Rojko  - Stanislav Rojko  - Andrej Rojs  - Bogdan Rojs  - Igor Rojs  - Ljubo Rolih  - Marjan Rolih  - Branko Romih  - Janko Romih  - Rado Rončel  - Avgust Ropin  - Martin Rorič  - Albin Rošer  - Daniel Rošer  - Emil Rošer  - Leopold Rošer  - Marjan Rošer  - Milan Rošer  - Darko Rosič  - Srečko Rosič  - Ivan Roškar  - Jakob Marjan Rotar  - Rudi Rotar  - Feliks Rotman  - Jože Rotovnik, 1970  - Jože Rotovnik, 1964  - Miran Rotovnik  - Peter Rotovnik  - Robert Rotovnik  - Zoran Rotovnik  - Emil Rožej  - Franc Rožej  - Drago Roženbergar  - Kristijan Rožič  - Karol Rozman  - Niko Rozman  - Rado Rozman  - Slavko Rožman  - Željko Rudič  - Stanislav Rudolf  - Žarko Rues  - Alojz Rupnik  - Borut Rupnik  - Franc Rupnik  - Primož Rupnik  - Danijel Rupreht  - Drago Rupreht  - Janez Rupreht  - Jože Rupreht  - Marjan Rupreht  - Dušan Rus  - Jože Rus  - Majda Rus  - Boris Rutar  - Ivo Rutar  - Dušan Rutnik  - Ignac Rutnik  - Milan Ružič  - Viljem Ružič  - Anton Sabotič  - Jože Sabotin  - Branko Sagadin  - Jernej Sagadin  - Srečko Sahernik  - Rupert Sajevec  - Miloš Sajovic  - Niko Sajovic  - Milan Saksida  - Džemal Salkič  - Mirsad Salkič  - Smiljan Samec  - Dušan Sanabor  - Kristijan Peter Sande  - Alojz Satler  - Jože Savernik  - Peter Schlosser  - Dušan Schmiedhofe  - Jožef Schmiedhofe  - Anton Sedar  - Bogomir Sedar  - Branko Sedar  - Jože Sedar  - Milan Sedar  - Marjan Sedej  - Stojan Sedmak  - Anton Segeri  - Jože Seitl  - Bojan Sekavčnik  - Mirko Sekavčnik  - Silvo Sekavčnik  - Edvard Sekolonik  - Ivan Sekolonik  - Janez Sekolovnik  - Zajim Selimovič  - Drago Selinšek  - Rajko Selinšek  - Franc Selišnik  - Alojz Semenič  - Milan Semenič  - Alojz Semler  - Avreli Semolič  - Peter Semolič  - Jernej Senegačnik  - Janko Senekovič  - Venčeslav Senekovič  - Gregorij Senica  - Leopold Senica  - Branko Senjor  - Marko Senožetnik  - Igor Seražin  - Avgust Serec  - Miran Sernec  - Jože Šeruga  - Boris Sešel  - Marjan Sešel  - Miran Sešel  - Mirko Setinšek  - Janez Sevčnik  - Aldo Sever  - Alojz Sever  - Darko Sever  - Jožef Sever  - Ludvik Sevšek  - Gorazd Sgerm  - Stanko Siher  - Milan Simčič  - Alojz Simenc  - Stanislav Simončič  - Borut Simonovič  - Vitomir Simunišek  - Branko Sinkovič  - Marko Sinreih  - Andrej Sitar  - Rajko Sitar  - Zdenko Sitar  - Danilo Siviloti  - Peter Skapin  - Danijel Skarlovnik  - Marijan Skarlovnik  - Andrej Skerlovnik  - Jožef Skerlovnik  - Štefan Skitek  - Borut Skledar  - Stojan Skočir  - Anton Skodič  - Branko Skok  - Darko Skok  - Andrej Skralovnik  - Franc Skrbinek  - Roman Skrinar  - Peter Skrivarnik  - Darko Skrt  - Darko Skubin  - Jožef Skubin  - Daniel Skuhala  - Branko Skutnik  - Janez Slaček  - Ladislav Sladnjak  - Andrej Slamar  - Alojz Slana  - Darko Slana  - Aleš Slanič  - Anton Slanič  - Benjamin Slanič  - Davorin Slanič  - Janez Slanič  - Janez Slapar  - Rafael Slapnik  - Robert Slapšak  - Janko Slatič  - Janez Slatinek  - Bojan Slatinšek  - Goran Slavec  - Zdravko Slavec  - Albert Slavič  - Anton Slavič  - Klemen Slejko  - Marjan Slejko  - Niko Slekovec  - Silvo Slekovec  - Bogdan Slemenik  - Robert Slemenik  - Jožef Slemnik  - Darko Slodej  - Anton Sluga  - Franko Sluga  - Jožef Sluga  - Bojan Smerdelj  - Danilo Šmigoc  - Janez Smode  - Mirko Smodej  - Borut Smodiš  - Ljubomir Smodiš  - Simon Smodiš  - Štefan Smodiš  - Darko Smolar  - Ivan Smolar  - Janez Smolar  - Marko Smolar  - Matjaž Smolčnik  - Miha Smolej  - Zdravko Smolej  - Janez Smolkovič  - Oto Smolkovič  - Janez Smolnikar  - Cvetko Smonkar  - Janko Smonkar  - Marjan Smonkar  - Nikolaj Smonkar  - Tone Smonkar  - Jožef Smovnik  - Miran Smovnik  - Igor Smrdel  - Valentin Smrečnik  - Jernej Smrekar  - Franc Smrtnik  - Andrej Smuk  - Zdenko Smuk  - Andrej Snežič  - Branko Sobočan  - Rajko Sobočan  - Saško Soeke  - Florijan Sok  - Aleksander Sokler  - Zoran Soldo  - Boris Solina  - Maksimiljan Solina  - Vinko Sonjak  - Ivo Sorta  - Rolando Soto Vargas  - Drago Sovec  - Boris Sovič  - Branko Sovič  - Herman Sovič  - Ivan Sovič  - Joško Sovič  - Simon Sovič  - Štefan Sovič  - Darko Sovinc  - Huse Spahič  - Boris Spudič  - Bojan Srčič  - Erhard Srebotnik  - Jurij Srebotnik  - Leopold Srebotnik  - Igor Sredenšek  - Darijo Marjan Srednik  - Bojan Srt  - Miroslav Srt  - Stanislav Srt  - Andrej Stajnko, 1963  - Andrej Stajnko, 1968  - Bojan Stajnko  - Boris Stajnko  - Uroš Stajnko  - Andrej Stakne  - Branko Stanec  - Vladimir Stanič  - Cvetan Stankovski  - Janko Stanonik  - Miran Stanovnik  - Ivan Starina  - Iztok Starovasnik  - Bojan Steblovnik  - Rudi Stegmuller  - Branko Stegne  - Marko Steklasa  - Beno Stemlak  - Boris Stepančič  - Bogomir Stepišnik  - Mitja Sterle  - Rok Sterniša  - Miran Sterže  - Jovan Stevanovski  - Henrih Stipar  - Vladimir Stiplovšek  - Roman Stogart  - Zdravko Stolnik  - Andrej Stopar  - Jožef Stopar  - Ludvik Stopar  - Marko Stopar  - Peter Stopar  - Danijel Strah  - Dušan Strajnšak  - Milan Stramec  - Drago Stranjšak  - Branko Stražišnik  - Franc Stražišnik  - Rajko Stražišnik  - Stanislav Stražišnik  - Marijan Strehar  - Igor Stres  - Ciril Strgar  - Franc Strgar  - Igor Strgaršek  - Valter Strgaršek  - Primož Strle  - Rudolf Strmčnik  - Miroslav Strmšnik  - Slavko Strnad  - Zdravko Strniša  - Otmar Stropnik  - Bojan Strožič  - Janko Sebastijan Stušek  - Bojan Stvarnik  - Sergej Suhovršnik  - Andrej Sukič  - Igor Sukič  - Stojan Suša  - Anton Sušec  - Bogdan Sušec  - Dušan Sušec  - Milorad Sušec  - Miran Sušec  - Beno Sušek  - Franc Sušek  - Milan Sušek  - Bojan Sušel  - Rado Sušnik  - Janez Svenšek  - Robert Svetec  - Franc Svetina  - Ivan Svetina  - Silvo Svetina  - Janez Svetlin  - Srečko Šabeder  - Andrej Šadl  - Bojan Šadl  - Jožef Šadl  - Franc Šafarič  - Milan Šafarič, 1956  - Milan Šafarič, 1967  - Alojz Šajher  - Branko Šajher  - Vojko Šajn  - Marjan Šak  - Drago Šantl  - Damjan Šapek  - Mirko Šapek  - Anton Šauperl  - Miran Šauperl  - Branko Šavc  - Ivan Šavc  - Primož Šavc  - Samo Šavc  - Uroš Šavc  - Jernej Šavorič  - Marjan Ščančar  - Vlado Ščavničar  - Attila Šeboek  - Gorazd Šedivy  - Štefan Šedivy  - Aleksander Šega  - Jernej Šega  - Jožef Šega  - Miroslav Šega  - Vladimir Šega  - Štefan Šemrov  - Valter Šen  - Viktor Šen  - Anton Šerbak  - Jože Šerbec  - Jože Šeruga  - Viljem Šeruga  - Franc Šest  - Branko Šijanec  - Franc Šijanec  - Roman Šijanec  - Gregor Šilc  - Jože Šiler  - Zoran Šimič  - Rudi Šinigoj  - Matjaž Šintler  - Igor Šipek  - Goran Širca  - Gorazd Širca  - Peter Šircelj  - Branko Širnik  - Jožef Širnik  - Milan Širnik  - Bojan Šisernik  - Darjo Šisernik  - Andrej Šiško  - Bojan Škamperle  - Božo Škapin  - Milan Škapin  - Ivko Škerget  - Janez Škerjanec  - Alojz Škoda  - Jožef Škof  - Vladimir Škof  - Marjan Škofič  - Milan Škofič  - Viktor Škoflek  - Branko Školiber  - Branislav Škorjanc  - Danijel Škorjanc  - Zlatko Škorjanc  - Alojz Škorjanec  - Bojan Škrabec  - Janko Škrabelj  - Robert Škrablin  - Mirko Škratek  - Peter Škratek  - Srečko Škratek  - Zdravko Škratek  - Milena Škrbina  - Janez Škrilec  - Herman Škrinjar  - Franc Škrjanec  - Stanko Škrjanec  - Andrej Škrobar  - Franc Škrobar  - Gorazd Škrobar  - Jožef Škrobar  - Marko Škrobar  - Franc Škufca  - Benjamin Škurnik  - Zoran Škurnik  - Srečko Škvorc  - Ljubo Šlak  - Venčeslav Šlamberger  - Miran Šlebir  - Franjo Šlebnik  - Milan Šloser  - Vlatko Šloser  - Branko Šmajgl  - Branko Šmelc  - Srečko Šmid  - Franci Šmit  - Marjan Šmit  - Danilo Šmon  - Srečko Šmon  - Stanislav Šmon  - Iztok Šnabel  - Franc Šoba  - Ivan Šoba  - Nevenko Šoič  - Zvonko Šolar  - Karel Šoln  - Jože Šoštarič  - Slavomir Špacapan  - Igor Špajzer  - Branko Špalir  - Stanislav Špan  - Martin Španbauer  - Ivan Špegel  - Marko Špegel  - Miran Špegel  - Stanislav Špegelj  - Janko Špegu  - Boris Špehar  - Zdravko Špenger  - Danilo Špes  - Drago Špes  - Alojz Špik  - Andrej Špiler  - Anton Špiler  - Zvonko Špiler  - Damjan Špur  - Bojan Šrimpf  - Marjan Šrimpf  - Rado Šrot  - Daniel Štabuc  - Franc Štaher  - Jožef Štaher  - Ljubo Štaher  - Mirko Štaher  - Slavko Štaher  - Vili Štaher  - Ivan Štalekar  - Dominik Štaleker  - Aleksander Štampar  - Robert Štampfer  - Branko Štamulak  - Branko Štebih  - Marjan Šteblaj  - Stanislav Štefanec  - Zvonko Štefanec  - Milan Šteh  - Anton Šteharnik  - Janko Šteharnik  - Jože Šteharnik  - Stanislav Šteharnik  - Alojz Šteiner  - Drago Štelcer  - Mirko Štelcer  - Franc Štelcl  - Igor Štemberger  - Ivan Štemberger  - Jožko Štemberger  - Franjo Štern  - Janez Štinjek  - Štefan Štok  - Aleks Štolfa  - Aleš Štolfa  - Vid Štolfa  - Boris Štor  - Sebastjan Štor  - Matjaž Štraser  - Marko Štravs  - Milivoj Štrekelj  - Anton Štrigl  - Silvester Štrigl  - Franc Štrman  - Majda Štruc  - Marijan Štruc  - Milan Štruc  - Smiljan Štruc  - Vitomir Štruc  - Klaudijo Štrucl  - Peter Štrucl  - Sandi Štrucl  - Bojan Štrukelj  - Marko Štrukelj  - Maks Štrumpfel  - Emil Štuhec  - Franc Štuhec  - Metod Štuhec  - Srečko Štuhec  - Vladimir Štuhec  - Bojan Štumberger  - Marjan Štumberger  - Milan Štumfl  - Darko Šturm  - Milan Šuklje  - Iztok Šulc  - Sandi Šulc  - Franci Šulek  - Franc Šuler, 1957  - Franc Šuler, 1961  - Roman Šuler  - Sašo Šuler  - Bojan Šumah  - Bojan Šuman  - Goran Šurc  - Ivan Šuštar  - Iztok Šuštar  - Robert Šuster  - Davorin Švab  - Jože Švab  - Anton Švajger  - Edvard Švajger  - Zdravko Švajger  - Janez Švajncer  - Danilo Švarc  - Dean Švarcbauer  - Simon Šverc  - Deny Tadenc  - Branko Tajčman  - Danijel Tajnik  - Robert Tajzel  - Boris Taljan  - Džuro Tandar  - Marijan Tandara  - Marjan Tandarič  - Branislav Tarandek  - Matjaž Tašič  - Stanko Tašner  - Davorin Tavčar  - Dejvi Tavčar  - Etbin Tavčar  - Marjan Tavš  - Bojan Temlin  - Jože Temnikar  - Milan Temniker  - Davorin Tepeh  - Drago Tepeš  - Anton Tepež  - Božidar Terčon  - Davorin Terčon  - Mitja Terglav  - Primož Terglav  - Silvester Terlikar  - Marjan Ternik  - Samir Ternik  - Edvard Teršek  - Danilo Tertinek  - Robert Tibaut  - Igor Tič  - Stanko Tič  - Janez Timošek  - Metod Tiršek  - Danilo Tisnikar  - Jože Titan  - Benjamin Tivadar  - Jožef Tivadar  - Drago Tjukajev  - Marijan Tjukajev  - Darko Tkalčič  - Franc Točaj  - Zvonko Tola  - Anton Tolazzi  - Stanko Tomaž  - Branko Tomažič  - Bruno Tomažič  - Denis Tomažič  - Matjaž Tomažič  - Vojko Tomažič  - Zlatko Tomažič  - Vinko Tomažin  - Nikolaj Tomc  - Peter Tominšek  - Jožef Tompa  - Peter Tomše  - Ervin Tomšič  - Stanko Tone  - Matjaž Tonja  - Darko Toplak  - Dušan Toplak  - Marjan Toplak  - Mitja Toplak  - Anton Topler  - Marjan Topličar  - Darko Toplišek  - Martin Topolnik  - Anton Topolovec  - Jani Topolovec  - Ivan Topolšek  - Ivan Torkar  - Slavko Trajber  - Viljan Trampuž  - Mladen Tramšek  - Vojko Tramšek  - Ivan Tratnik  - Igor Trebec  - Janez Tretjak  - Milan Tretjak  - Zdravko Tretjak  - Bogdan Trnjek  - Igor Trobas  - Viljem Trobec  - Rajko Troha  - Pavle Trontelj  - Dušan Trop  - Albin Tropenauer  - Rihard Trost  - Boris Trotovšek  - Marko Trplan  - Vinko Trplan  - Franci Trpotec  - Karel Tršar  - Anton Trstenjak  - Branko Trstenjak  - Frančišek Trstenjak  - Jožef Trstenjak, 1963  - Jožef Trstenjak, 1962  - Marjan Trstenjak  - Stanislav Trstenjak  - Ivan Trunk  - Štefan Truntič  - Branislav Trup  - Srečko Trup  - Mirko Trupkovič  - Žarko Trušnovec  - Anton Tunja  - Robert Tunja  - Jožef Turha  - Jožef Turin  - Branko Turjak  - Edi Turjak  - Rado Turjak  - Ivan Turk  - Rajko Turk  - Robert Turk  - Vinko Turk  - Denis Turšek  - Marjan Tušak  - Andrej Tušek  - Darko Tutek  - Gvido Udovič  - Josip Udovič  - Zdenko Udovič  - Janez Ujčič  - Igor Ukmar  - Rado Ukmar  - Robert Ukmar  - Mihael Ulbl  - Milan Ulbl  - Edvard Ulipi  - Igor Umek  - Srečko Umek  - Zoran Unger  - Alojz Uplaznik  - Peter Uranc  - Igor Urankar  - Janez Urankar  - Marjan Urbančič  - Miran Urgl  - Andrej Urh  - Branko Urh  - Janez Urh  - Mirko Urih  - Ivan Urisk  - Iztok Urlavb  - Bojan Urnaut  - Bojan Uršej  - Robert Uršej  - Srečko Uršej  - Štefan Uršej  - Dušan Uršič  - Ervin Uršič  - Franc Uršič  - Jernej Uršič  - Maks Uršič  - Marko Uršič  - Nando Uršič  - Valter Uršič  - Zvonko Uršič  - Danilo Uršnik  - Franjo Uršnik  - Miran Uršnik  - Bojan Ušaj  - Igor Ušaj  - Borut Usenik  - Zvonko Utroša  - Milan Vačovnik  - Stanislav Vačovnik  - Jurij Vačun  - Boris Vahtarič  - Peter Vajda  - Dušan Vajksler  - Janez Vajksler  - Leon Vajngerl  - Gorazd Vajs  - Milan Vajs  - Robert Vajs  - Franjo Vajt  - Janez Valdhuber  - Andrej Valenčič  - Dušan Valente  - Ivan Valetič  - Branko Valner  - Rado Vamberger  - Leon Varga  - Gorazd Varl  - Robert Varl  - Slavko Varšnik  - Živko Vasilevski  - Pavel Vatovac  - Ivan Vaukan  - Jožef Vaukan  - Milan Vaukman  - Konrad Vaupotič  - Miroslav Vaupotič  - Miran Vavče  - Karel Vavdi  - Rafko Vavh  - Andrej Vavpetič  - Stanislav Vavpetič  - Vladimir Vavpetič  - Bojan Veber  - Stanislav Veber  - Franc Večerjevič  - Marija Večko  - Milan Večko, 1956  - Milan Večko, 1968  - Rajko Večko  - Robert Večko  - Tone Večko  - Bojan Vehovec  - Tine Veler  - Hasan Velič  - Drago Velički  - Uroš Velikonja  - Zvonko Velikonja  - Anton Velnar  - Andrej Vengušt  - Slavko Verač  - Drago Verčko  - Miroslav Verčkovnik  - Milan Verdev  - Dušan Verdinek  - Ervin Verdinek  - Alojz Verdnik  - Drago Verdnik  - Jožef Verdnik  - Anton Vereš  - Robert Vereš  - Danilo Verhnjak  - Janez Verhnjak  - Marjan Verhnjak  - Stanko Verhnjak  - Štefan Verhnjak  - Jože Verhovec  - Milan Verhovnik  - Peter Verhovnik  - Aleksander Verhovšek  - Franc Vernik  - Marjan Vernik  - Zlatko Veronik  - Marjan Verovnik  - Branko Veršič  - Miran Veršnik  - Bojan Verzel  - Marjan Verzelak  - Srečko Vesel  - Marjan Veselič  - Dušan Vesnicer  - Drago Vesonik  - Bojan Vetrih  - Milan Vetrih  - Martin Vezenšek  - Branko Vezonik  - Danijel Vezonik  - Franc Vičar  - Zvonko Vičič  - Srečko Videc  - Albert Viderman  - Branko Viderman  - Marjan Viderman  - Jakob Janez Vidic  - Marjan Vidmajer  - Rudi Vidmajer  - Denis Vidmar  - Roman Vidmar  - Saša Vidmar  - Vil Vidmar  - Ilija Vidovič  - Marko Vidovič  - Robert Vidovič  - Miha Vidoz  - Dragotin Vidrih  - Goran Vidrih  - Slavko Vidrih  - Zdravko Vilar  - Bogomir Viličnjak  - Stanko Viličnjak  - Drago Vinčec  - Slavko Vinčec  - Franc Vindiš  - Inge Vindiš  - Pavel Vindišar  - Robert Vinšek  - Marko Vinter  - Robert Virag  - Jože Virtič  - Tomaž Visinski  - Iztok Visočnik  - Stojan Vitežnik  - Matjaž Vitko  - Marko Vivod  - Milan Vivod  - Niko Vivod  - Primož Vivod  - Aleš Vižintin  - Albin Vizjak  - Srečko Vlahek  - Milan Vlaj  - Ivo Vodenik  - Marjan Vodenik  - Matija Vodičar  - Feliks Vodlan  - Stanko Vodnik  - Mihael Vodnjov  - Zoran Vodopija  - Robert Vodopivec  - Andrej Vodušek  - Branko Vodušek  - Boris Vogrin  - Miran Vogrin  - Andrej Vogrinčič  - Anton Vogrinec  - Franc Vogrinec  - Marjan Vogrinec  - Franc Vohar  - Vojko Vojvoda  - Jožef Vok  - Bogdan Volarič  - Darjo Volarič  - Davorin Volarič  - Janko Volarič  - Željko Volarič  - Primož Volčič  - Bojan Volf  - Franc Volf  - Ludvik Volf  - Andrej Volk  - Igor Volk  - Janez Volkar  - Aleš Volmajer  - Dušan Volmajer  - Bogdan Vončina  - Dragan Vončina  - Ivan Vončina  - Roman Vončina  - Boris Vornšek  - Mihael Vornšek  - Bojan Vošinek  - Jožef Vouri  - Milan Vouri  - Branko Vovk  - Darko Vovko  - Albert Vrabelj  - Anton Vrabič  - Milan Vrabič  - Bojan Vravnik  - Darko Vrbančič  - Alojz Vrbek  - Alojz Vrbnjak  - Vinko Vrčkovnik  - Igor Vrčon  - Drago Vreča  - Miroslav Vreča  - Daniel Vrečko  - Herman Vrh  - Dušan Vrhnjak  - Srečko Vrhnjak  - Davorin Vrhovnik  - Dominik Vrhovnik  - Matjaž Vrhunc  - Franc Vršič  - Ivan Vršič  - Jože Vršnik  - Drago Vrstovšek  - Antonija Olga Vrtovec  - Aleš Vrunč  - Uroš Vrunč  - Štefan Vučkič  - Bojan Vučko  - Slavko Vučko  - Franc Vugrinec  - Goran Vukadinovič  - Franc Vukajč  - Alojz Vukan  - Boris Vukan  - Zoran Vukan  - Stanko Vukovič  - Štefan Vukovič  - Andrej Vute  - Viljem Wajs  - Matjaž Weis  - Ignac Weiss  - Vilko Welza  - Aleš Winkler  - Branko Zabavnik  - Vojko Zaberčnik  - Boris Zabovnik  - Davorin Zabric  - Bojan Zabukovnik  - Miran Zabukovnik  - Franko Zadnik  - Franci Zadobovšek  - Andrej Zadravec  - Bojan Zadravec  - Janez Zadravec  - Marjan Zadravec  - Zdravko Zadravec  - Simon Zafošnik  - Milan Zagernik  - Rok Zagernik  - Stanko Zagernik  - Alojz Zagoranski  - Bojan Zagorc  - Dušan Zagorc  - Franc Zagorc  - Milan Zajamšek  - Aleš Zajc  - Anton Zajc  - Ferdo Zajc  - Milan Zajc  - Robert Zajc  - Silvo Zajc  - Vinko Zajc  - Franjo Zajec  - Bojan Zakrajšek  - Janez Zakrajšek  - Stanislav Zakšek  - Jožef Zaletelj  - Andrej Založnik  - Bernard Založnik  - Bogomir Založnik  - Franc Založnik  - Maksimiljan Založnik  - Martin Založnik  - Vinko Založnik  - Stanko Zamuda  - Zvonko Zamuda  - Jože Zapečnik  - Robert Zapečnik  - Marijan Zaponšek  - Miran Zavec  - Stanko Zavec  - Ivan Zaveršnik  - Zvonko Zavodnik  - Janez Zavolovšek  - Andrej Završnik  - Franc Završnik  - Milan Završnik  - Martin Zbičajnik  - Geza Zelko  - Rudolf Zelko  - Tomaž Zelko  - Darinka Zemljič  - Drago Zemljič  - Janez Zemljič  - Robert Zemljič  - Leopold Zgubič  - Janez Zinner  - Ivan Zlatar  - Tomaž Zlatnik  - Marjo Zlobec  - Janez Zlodej  - Miran Zlodej  - Joško Zmrzlikar  - Bojan Zobavnik  - Marko Zoran  - Štefan Zorjan  - Cvetko Zorko  - Marjan Zorko  - Miroslav Zorko  - Drago Zorman  - Marjan Zorman  - Vladimir Zorman  - Branko Zorn  - Robert Zorn  - Stanislava Zorn  - Sandi Zorzut  - Roman Zrinski  - Marko Zule  - Marjan Zupan  - Peter Zupan  - Matija Zupanc  - Anton Zupančič  - Božidar Zupančič  - Matjaž Zupančič  - Peter Zupančič  - Slavko Zupančič  - Darko Zupanič  - Alojz Daniel Zver  - Franc Zver  - Miran Zver  - Štefan Zver  - Ludvik Zvonar  - Zoran Zvonar  - Janez Žabota  - Davorin Žagar  - Goran Žagar  - Josip Žagar  - Jožef Žagar  - Renato Žagar  - Zdenko Žagar  - Branko Žalig  - Janez Žalig  - Štefan Žalodec  - Roman Žamut  - Pavel Žavbi  - Milan Žaže  - Silvester Žebrek  - Drago Žekš  - Ivan Žel  - Mihael Železen  - Anton Železnik  - Marijan Železnik  - Miran Želj  - Ivan Žepič  - Danček Žerdin  - Aleksander Žerdin  - Marijan Žerjal  - Bogomir Žerjav  - Drago Žerjav  - Ivan Žerjav  - Branko Ževart  - Borut Žibern  - Franc Žiberna  - Srečko Žibert  - Tomaž Žibert  - Uroš Žibert  - Boris Žibrat  - Aleksander Žigart  - Alojz Žigart  - Bojan Žigart  - Maksimiljan Žigart  - Vinko Žigert  - Andrej Žigon  - Darko Žigon  - Roman Žink  - Franc Žinkovič  - Leon Žinkovič  - Damjan Živec  - Milan Živortnik  - Robert Žižek  - Dušan Žižmon  - Hubert Žlak  - Iztok Žlof  - Ermin Žmavcer  - Aleš Žmitek  - Slavko Žnidar  - Zlatko Žnidar  - Andrej Žnidarič  - Milan Žnidarič  - Stane Žnidarič  - Edvard Žniderčič  - Miran Žnideršič  - Tomislav Žnuderl  - Radko Žohar  - Branko Žorman  - Ferdinan Žorž  - Klavdija Žuber  - Miroslav Žugec  - Josip Žugel  - Bojan Žula  - Janez Žumer  - Ivan Žunič  - Beno Žunko  - Danilo Žunkovič  - Jože Župančič  - Maksimiljan Žuran  - Matjaž Žuran  - Boris Žurman  - Dimitrij Žvikart  - Dominik Žvikart  - Jožef Žvikart  - Feliks Žvirc

### 9. julij2002
Mitjan Abraham - Radovan Abram - Anton Ajster - Jože Anderlič - Ciril Andolšek - Bojan Babič - Dušan Babič - Milan Balažic - Miljenko Belina - Ciril Belšak - Franci Benedičič - Dušan Bertoncelj - Ivan Borštner - Franci Cimerman - Siniša Čretnik - Vojko Damjan - Franci Debevc - Marjan Dovžak - Vid Drašček - Štefan Flisar - Zdenko Frangež - Dušan Fric - Ivan Golob - Ladislav Graber - Damjan Hafner - Žarko Hanigman - Božidar Horaček - Srečko Jakše - Kondrad Javornik - Gorazd Jurkovič - Majda Kersnič - Bojan Klančnik - Ludvik Kožar - Milan Kranjec - Nevenka Kričej - Renato Kužatko - Zdenko Lasič - Herbert Lešnik - Andrej Lovšin - Branislav Lukač - Srečko Martinuč - Dragutin Mate - Marino Medeot - Marjan Miklavčič - Anton Mrvar - Zvonko Murko - Anton Peinkiher - Branko Pertovt - Bojan Porok - Zvonko Premec - Franci Pulko - Drago Rajh - Marko Ravnikar - Gorazd Rednak - Jože Romšek - Alojz Rupnik - Bogdan Simerl - Gregor Slivšek - Anton Slatinšek - Matjaž Stare - Marjan Šantl - Beno Škerlj - Silvo Škrbina - Ljubo Štampar - Vojko Štih - Janez Štritof - Rudolf Štrumberger - Zvonko Štuhec - Rajko Velikonja - Goran Vidrih - Gorazd Vidrih - Slavko Vovk - Milan Zorko - Boris Železnik - Franci Žnidaršič - Vladimir Žnidaršič - Željko F. Župančič